# Murbach

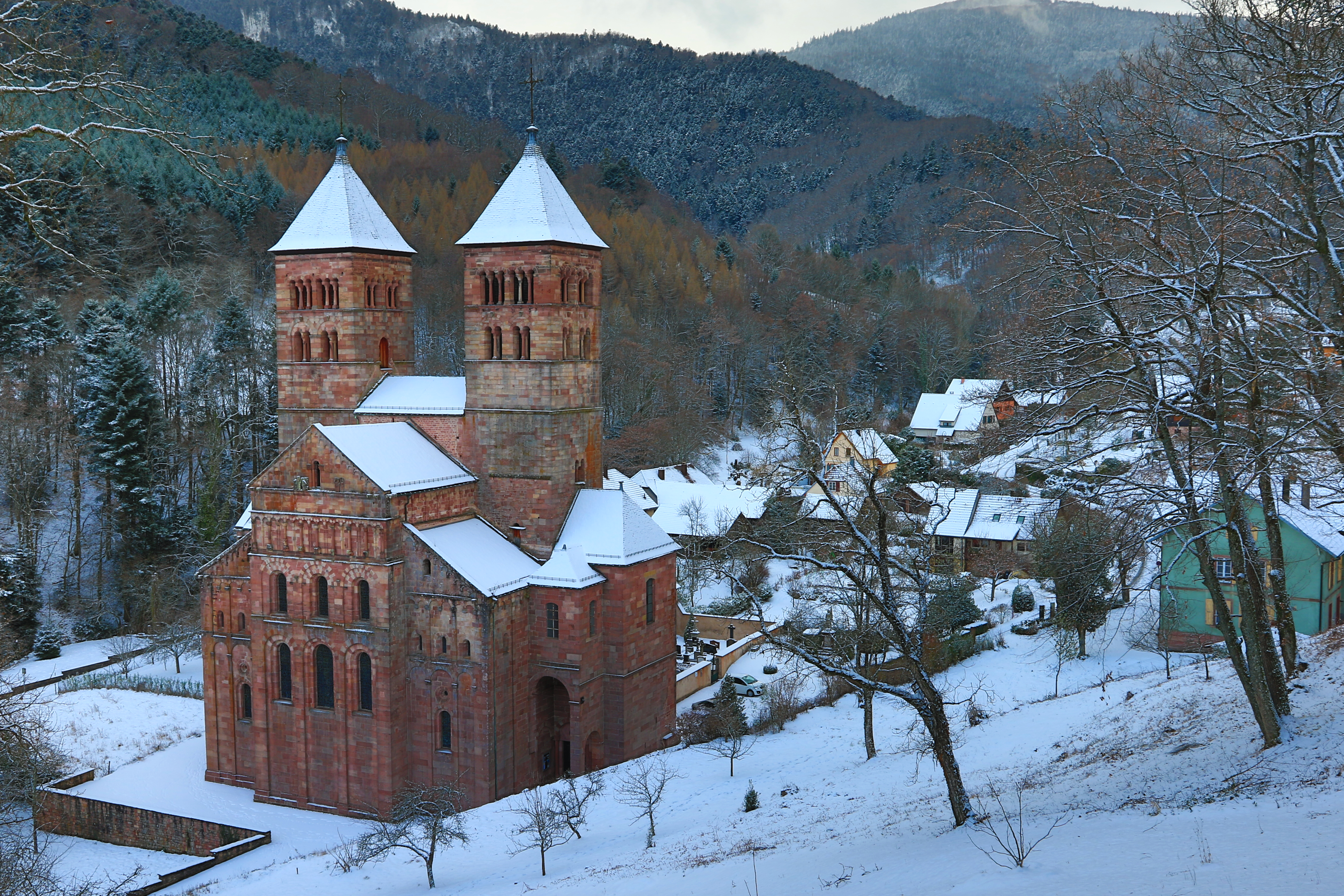
L'abbaye de Murbach sous la neige.

Murbach est une commune française située dans l'aire d'attraction de Mulhouse et faisant partie de la collectivité européenne d'Alsace (circonscription administrative du Haut-Rhin), en région Grand Est.
Cette commune se trouve dans la région historique et culturelle d'Alsace.

## Géographie
Murbach fait partie du canton de Guebwiller, situé au pied du Grand Ballon et situé au fond d'un vallon profondément encaissé, hérissé de rochers et de marécages, arrosé par le ruisseau qui porte le même nom et qui débouche à Buhl dans la Lauch, qui traverse la vallée de Guebwiller et qui vient se déverser dans l'Ill. Pour se rendre à Murbach, il faut prendre la RN 430 depuis Guebwiller puis aller en direction de la petite bourgade de Buhl. Avant d'entrer dans ce village, une bifurcation tourne à gauche, la D 40 II, qui aboutit à Murbach en passant par l'annexe de Saint-Barnabé.
C'est une des 188 communes du parc naturel régional des Ballons des Vosges.
| Lautenbachzell   |                         | Buhl |
|                  | Murbach                 |      |
| Soultz-Haut-Rhin | Rimbach-près-Guebwiller |      |

### Cours d'eau
- Le Murbach

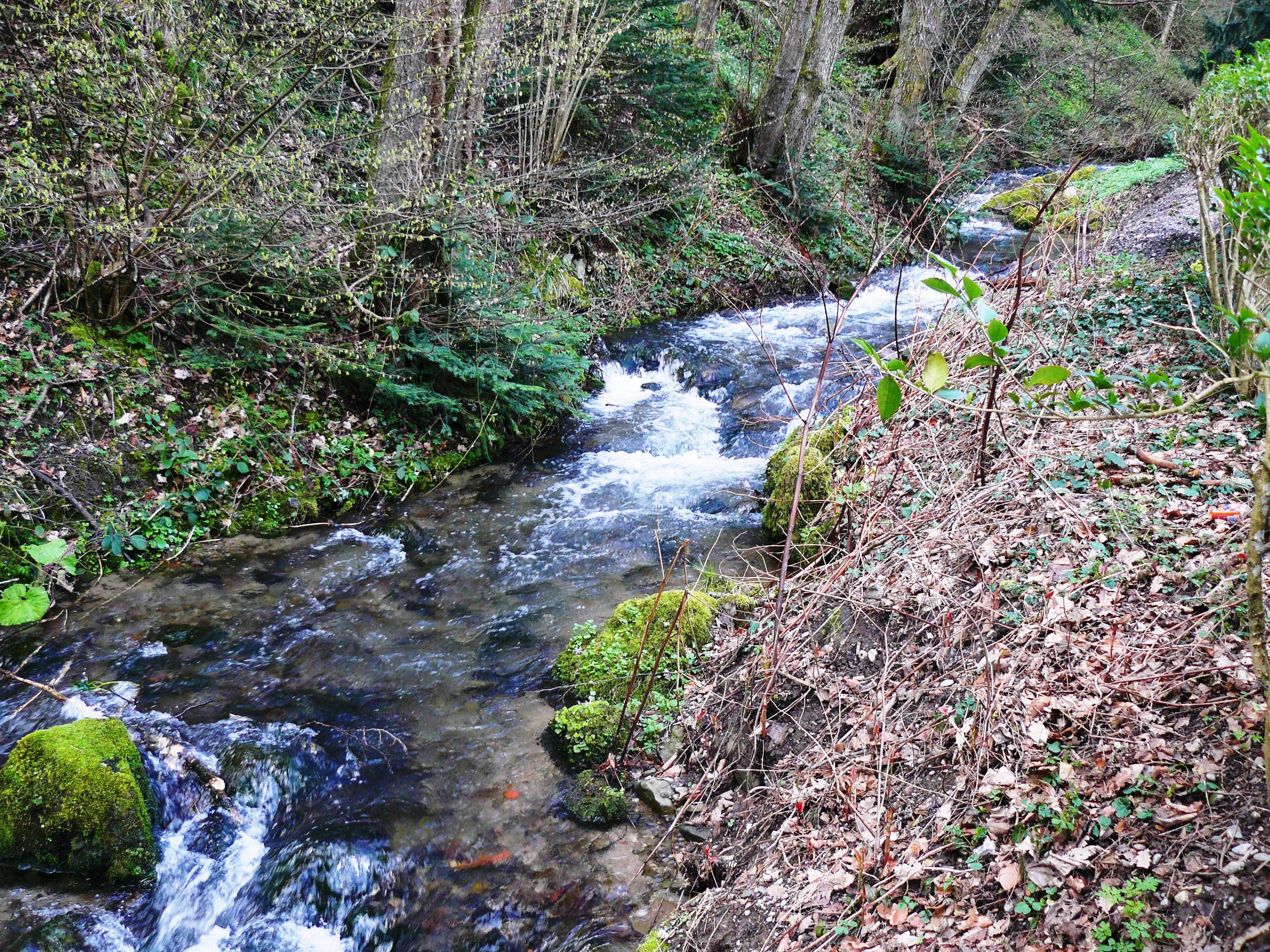
Ruisseau du Murbach qui se jette dans la Lauch à Buhl.

Le Murbach prend sa source en dessus du col du Judenhut. Il connaît souvent des crues hivernales avec la fonte des neiges et vient inonder les prairies du Weihermatten. Il se jette dans la Lauch.

### Hydrographie

#### Réseau hydrographique
La commune est dans le bassin versant du Rhin au sein du bassin Rhin-Meuse. Elle est drainée par le ruisseau de Murbach et le ruisseau Felsenbach,,.

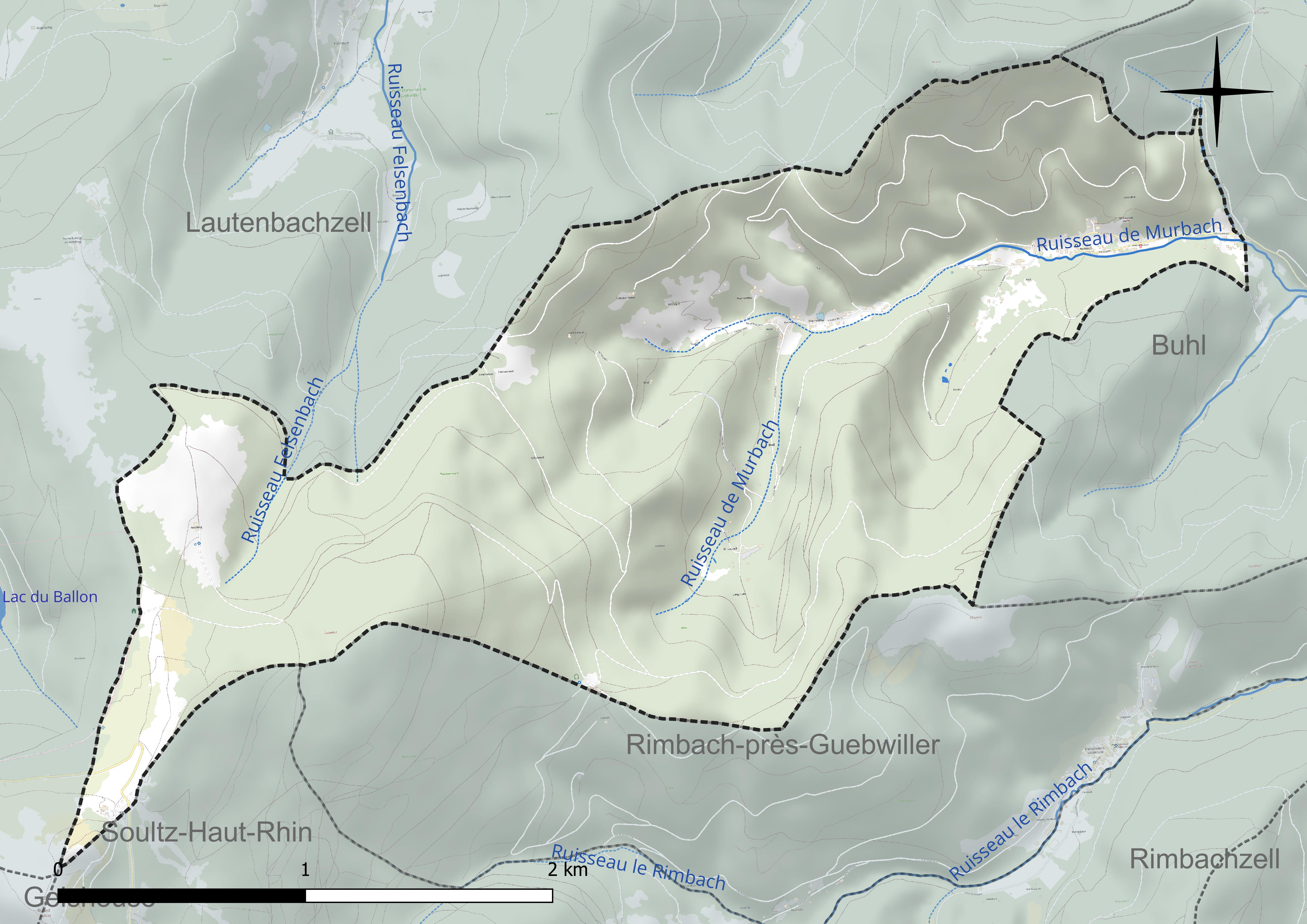
Réseau hydrographique de Murbach.

#### Gestion et qualité des eaux
Le territoire communal est couvert par le schéma d'aménagement et de gestion des eaux (SAGE) « Lauch ». Ce document de planification concerne les bassins versants de la Lauch, de l’Ohmbach et du Rimbach, dont le territoire s'étend sur 358 km2. Le périmètre a été arrêté le 7 mars 2013 et le SAGE proprement dit a été approuvé le 15 janvier 2020. La structure porteuse de l'élaboration et de la mise en œuvre est le syndicat mixte « Rivières de Haute-Alsace ».
La qualité des cours d’eau peut être consultée sur un site dédié géré par les agences de l’eau et l’Agence française pour la biodiversité.

### Climat
Pour des articles plus généraux, voir Climat du Grand Est et Climat du Haut-Rhin.
En 2010, le climat de la commune est de type climat de montagne, selon une étude du Centre national de la recherche scientifique s'appuyant sur une série de données couvrant la période 1971-2000. En 2020, Météo-France publie une typologie des climats de la France métropolitaine dans laquelle la commune est exposée à un climat semi-continental et est dans la région climatique  Vosges, caractérisée par une pluviométrie très élevée (1 500 à 2 000 mm/an) en toutes saisons et un hiver rude (moins de 1 °C).
Pour la période 1971-2000, la température annuelle moyenne est de 9,2 °C avec une amplitude thermique annuelle de 16,8 °C. Le cumul annuel moyen de précipitations est de 1 297 mm avec 11,7 jours de précipitations en janvier et 10,1 jours en juillet. Pour la période 1991-2020, la température moyenne annuelle observée sur la station météorologique de Météo-France la plus proche, « Linthal_sapc », sur la commune de Linthal à 3 km à vol d'oiseau, est de 10,0 °C et le cumul annuel moyen de précipitations est de 1 320,6 mm. 
La température maximale relevée sur cette station est de 36,2 °C, atteinte le 5 juillet 2015 ; la température minimale est de −17,4 °C, atteinte le 20 décembre 2009,,.
Les paramètres climatiques de la commune ont été estimés pour le milieu du siècle (2041-2070) selon différents scénarios d'émission de gaz à effet de serre à partir des nouvelles projections climatiques de référence DRIAS-2020. Ils sont consultables sur un site dédié publié par Météo-France en novembre 2022.

## Urbanisme

### Typologie
Au 1er janvier 2024, Murbach est catégorisée commune rurale à habitat dispersé selon la nouvelle grille communale de densité à sept niveaux définie par l'Insee en 2022.
Elle est située hors unité urbaine. Par ailleurs la commune fait partie de l'aire d'attraction de Mulhouse, dont elle est une commune de la couronne,. Cette aire, qui regroupe 132 communes, est catégorisée dans les aires de 200 000 à moins de 700 000 habitants,.

### Occupation des sols
L'occupation des sols de la commune, telle qu'elle ressort de la base de données européenne d’occupation biophysique des sols Corine Land Cover (CLC), est marquée par l'importance des forêts et milieux semi-naturels (90,9 % en 2018), une proportion identique à celle de 1990 (90,9 %). La répartition détaillée en 2018 est la suivante : 
forêts (83,6 %), prairies (9,1 %), milieux à végétation arbustive et/ou herbacée (7,3 %). L'évolution de l’occupation des sols de la commune et de ses infrastructures peut être observée sur les différentes représentations cartographiques du territoire : la carte de Cassini (XVIIIe siècle), la carte d'état-major (1820-1866) et les cartes ou photos aériennes de l'IGN pour la période actuelle (1950 à aujourd'hui).

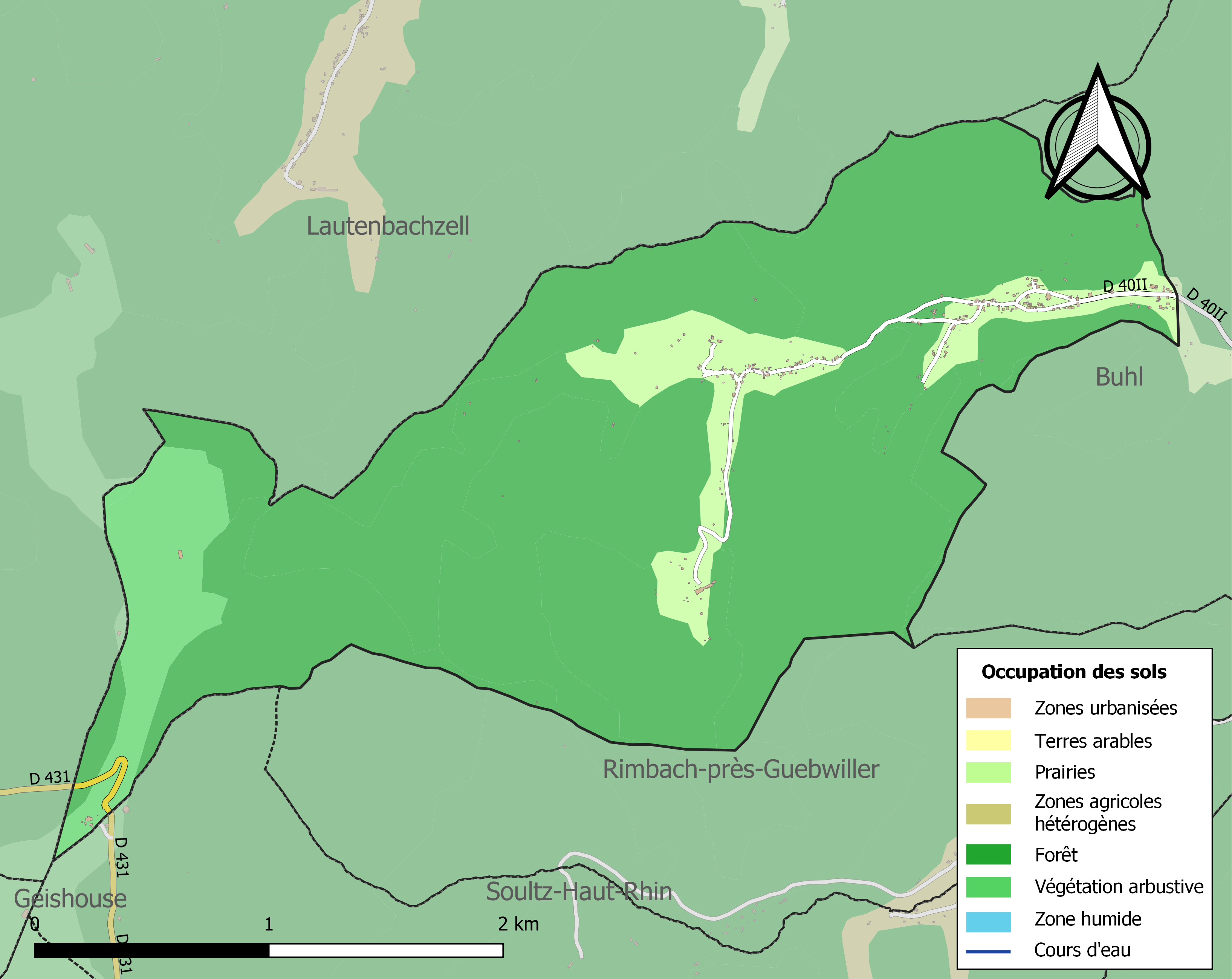
Carte des infrastructures et de l'occupation des sols de la commune en 2018 (CLC).

## Annexe
- Saint-Barnabé (une annexe de Buhl ?)

## Toponymie
Mentions anciennes :
- Maurobaccus, 730
- Vivarium Peregrinorum, 735
- Murbachensis monasterium, 1049

en allemand
- Muorbach, 727[17]
- Mobach, 762[18]
- Morbach, 768
- Muorbach, 976
- Closter zu Morbach, 1434

Composé du germanique muor (marais) et bach (ruisseau), d’où « le ruisseau du marais ».
L'ancien nom de « Vivarium Peregrinarum », « vivier des pèlerins », a été oublié.

## Histoire

### Fondation d'une abbaye

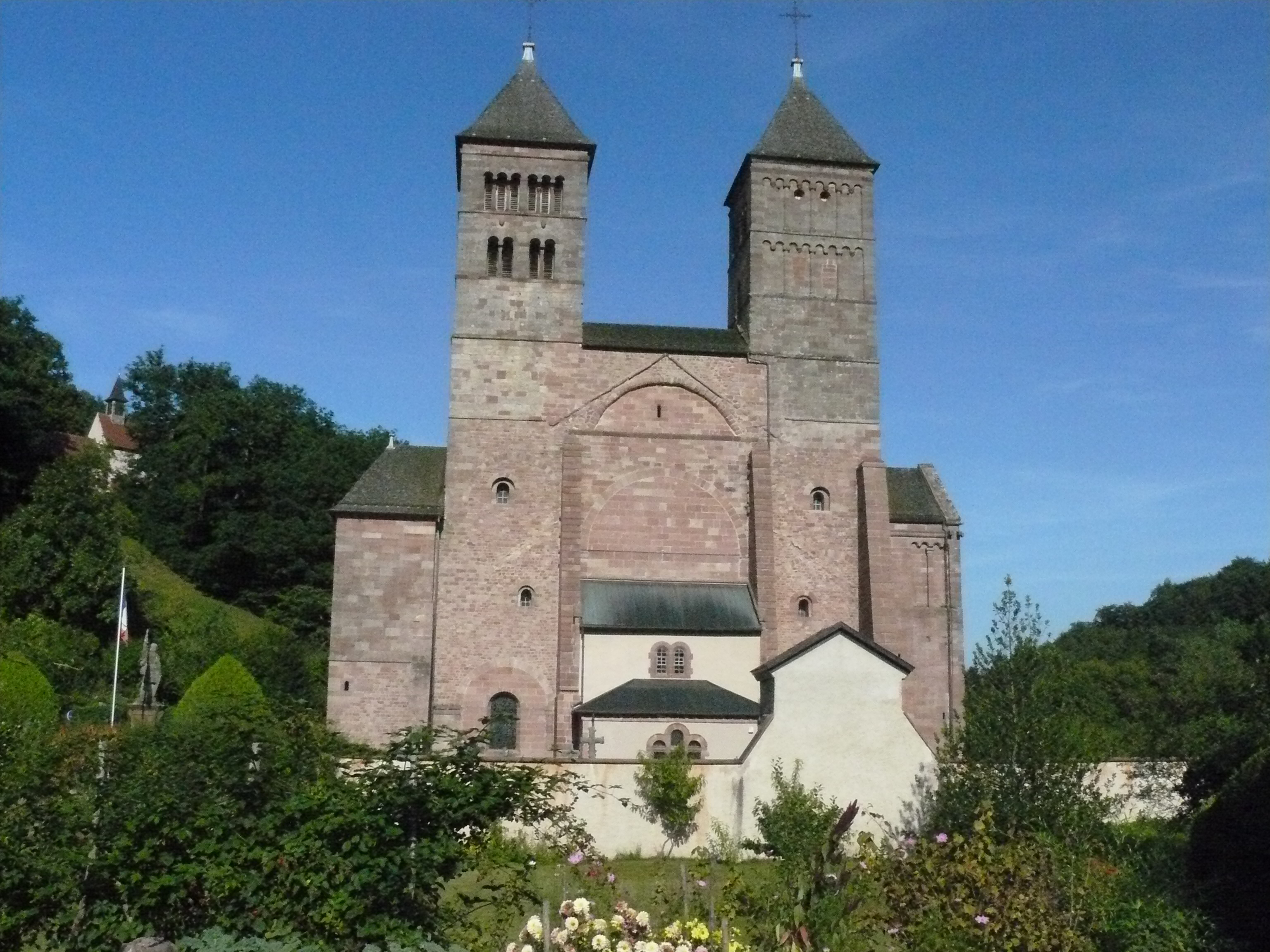
L'église romane de Murbach, face arrière.

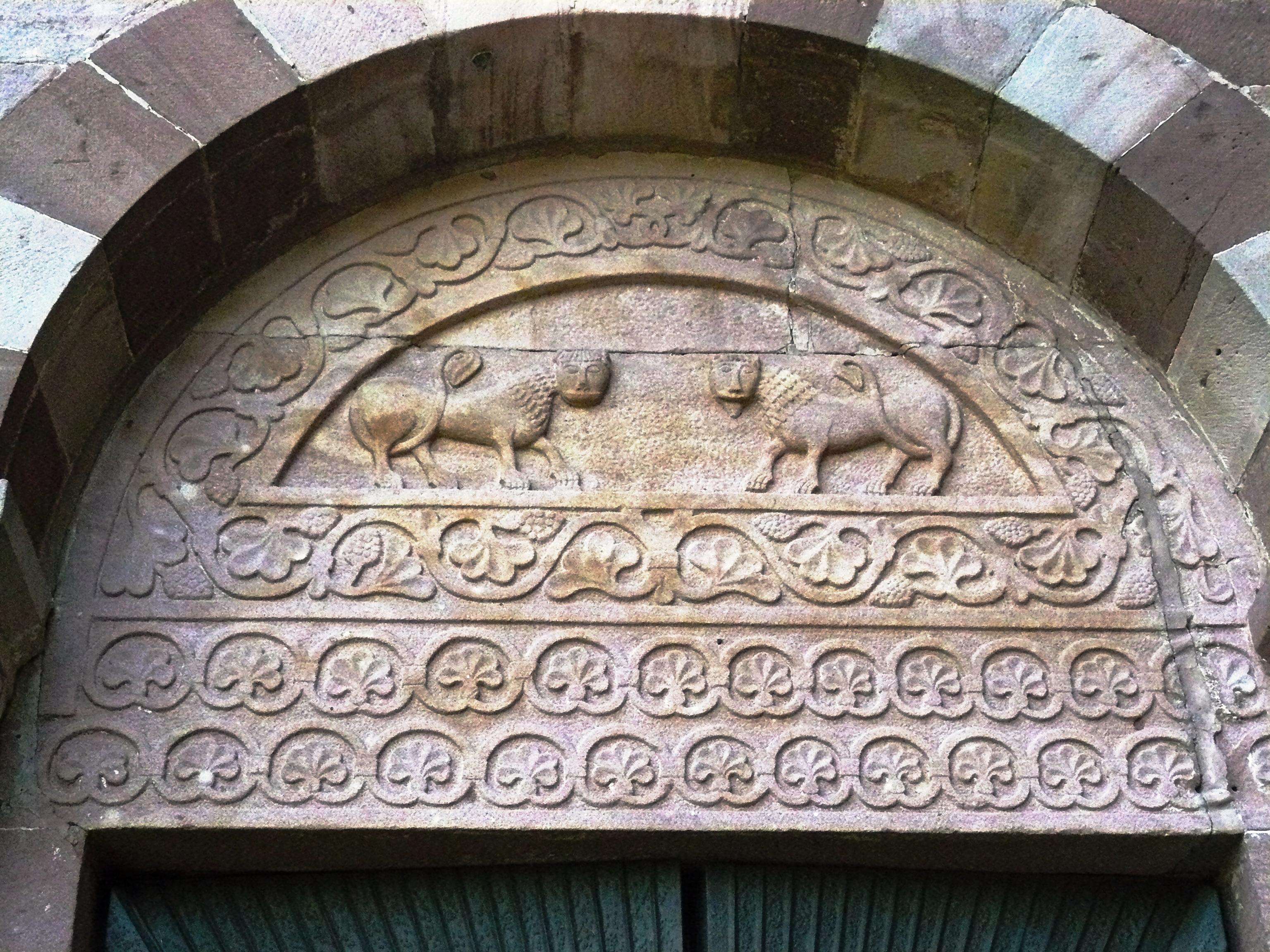
Tympan du XIIe siècle, portail sud de l'église abbatiale Saint-Léger de Murbach.

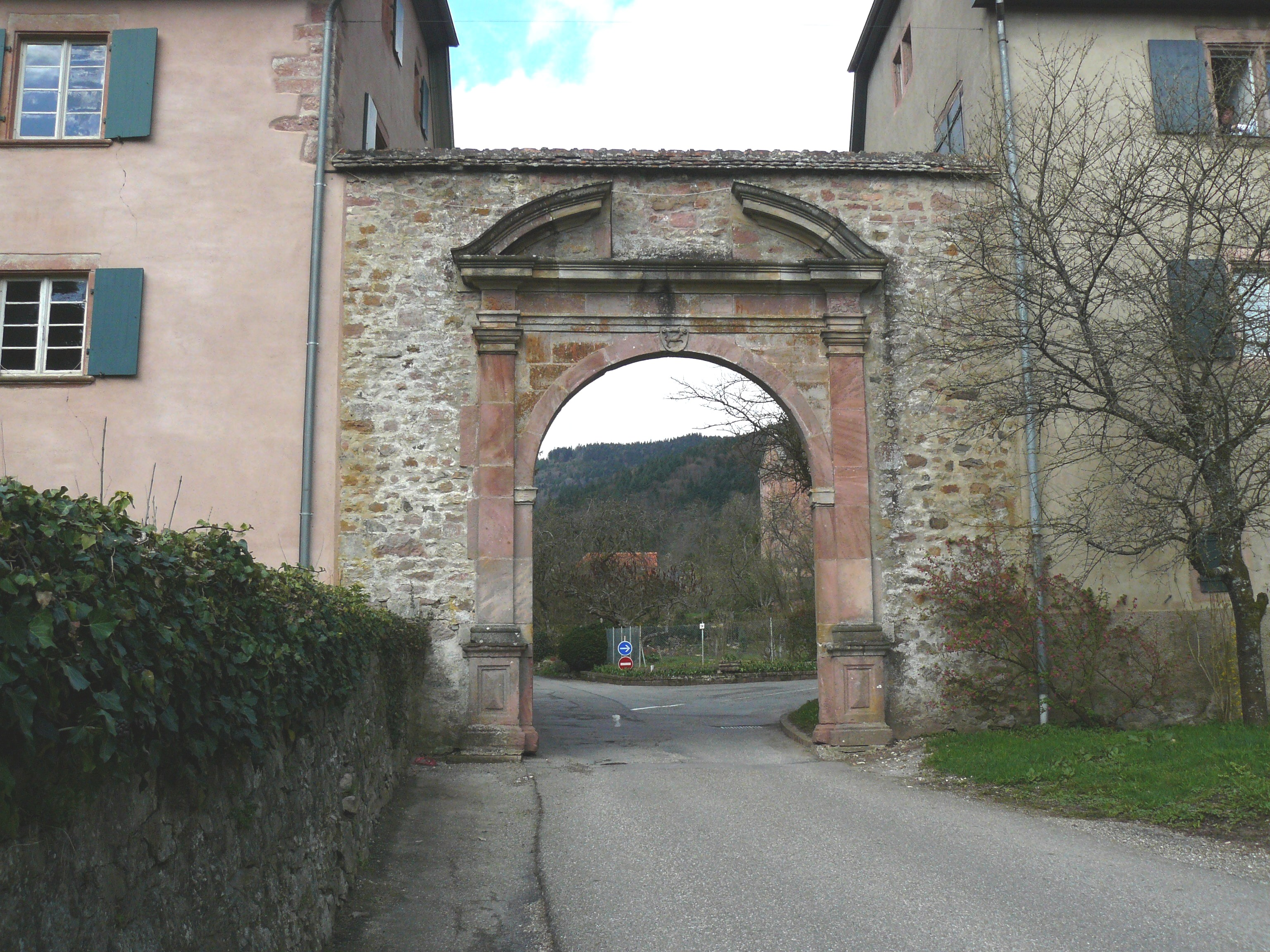
Porte d'entrée de l'abbaye de Murbach.

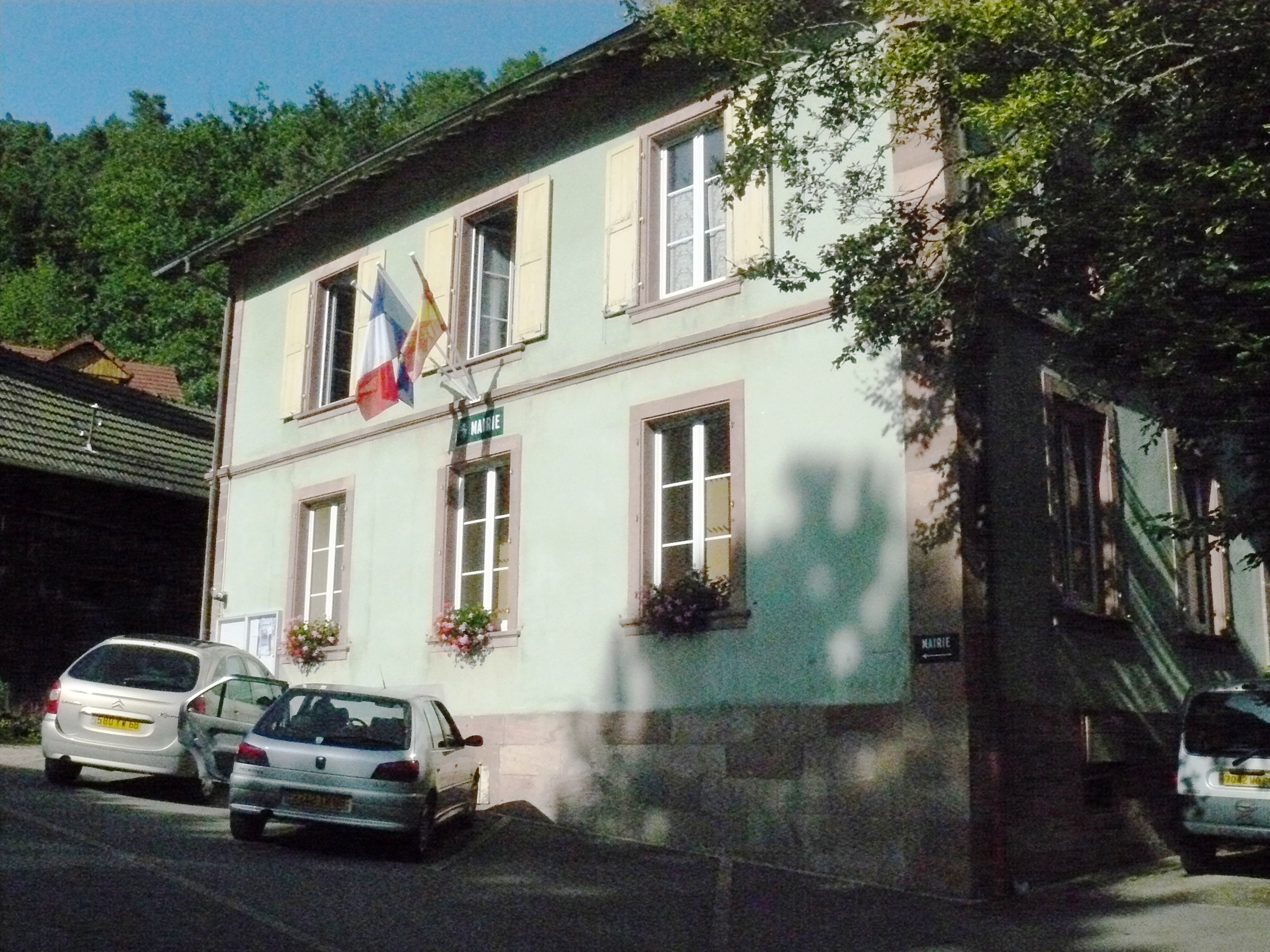
Ancienne mairie de Murbach.

C'est dans cette modeste commune que se trouvait autrefois l'abbaye bénédictine fondée par saint Pirmin, moine wisigoth, en 728, que les ducs d'Allemagne avaient forcé de quitter l'abbaye de Reichenau sous le prétexte de son attachement à Charles-Martel, ce qui lui valut le rejet du duc des Alamans. Il se réfugia alors en Alsace où saint Pirmin et ses compagnons furent repoussés à deux reprises du lieu qu'ils avaient choisis par la population qui appartenait au duc d'Alsace. Le comte Eberhard dit d'Eguisheim, petit-fils d'Aldaric, frère du duc Luitfried, accueillit finalement Pirmin et ses compagnons dans ses domaines et lui demanda de fonder une abbaye à Murbach.
Mais pour prendre pied dans cette région sauvage que les Mérovingiens avaient concédés temporairement à leurs leudes, il fallait l'autorisation des rois. La première de ces confirmations remonte au roi Thierry IV qui accorda en 727 à la demande du comte Eberhard l'autorisation aux moines de s'établir dans ce coin sauvage de l'Alsace. Thierry, à la demande expresse du duc Eberhard demanda à l'évêque de Strasbourg de ne rien entreprendre qui puisse contrecarrer les objectifs des moines de Murbach ou de leur donner des ordres. Il demande aussi que les religieux puissent élire librement leur abbé et que l'évêque du diocèse bénisse les autels et le saint chrême librement sans exiger aucune contrepartie. La colonie de moines irlandais s'établit d'abord dans le village de Bergholtz-Zell puis à Murbach au bord d'un étang appelé le Vivier des Pèlerins (Vivarium Peregrinorum) près de Buhl, au fond de la vallée où coule le ruisseau du Murbach (fluvius Morbach en 760) dans une vaste solitude, comme le dit la charte de l'année de fondation. En signe de reconnaissance pour le comte Eberhard qui leur avaient donné l'autorisation de s'établir à Murbach, ils placèrent leur établissement sous l'invocation de saint Léger, évêque d'Autun, martyrisé en 678 et qu'on disait proche parent du bienfaiteur. Il avait été assassiné sur ordre du maire du palais de Neustrie, Ebroïn et ennemi de la puissance austrasienne, dont les Etichonides furent de solides défenseurs. Saint Léger était un cousin de Béreswinde (Berswinde), la grand-mère paternelle d'Eberhard. Saint Pirmin qui avait fait un séjour d'une année à Murbach, le temps que la communauté puisse prendre son autonomie, il partit ensuite répandre vers d'autres lieux la réforme de la vie monastique. Il finit ses jours en 758 dans l'abbaye de Hornbach dans le Palatinat. Eberhard mourut en 747 et un monument à son effigie fut installé au XIVe siècle à l'intérieur de l'abbaye.

### Eberhard le bienfaiteur des moines

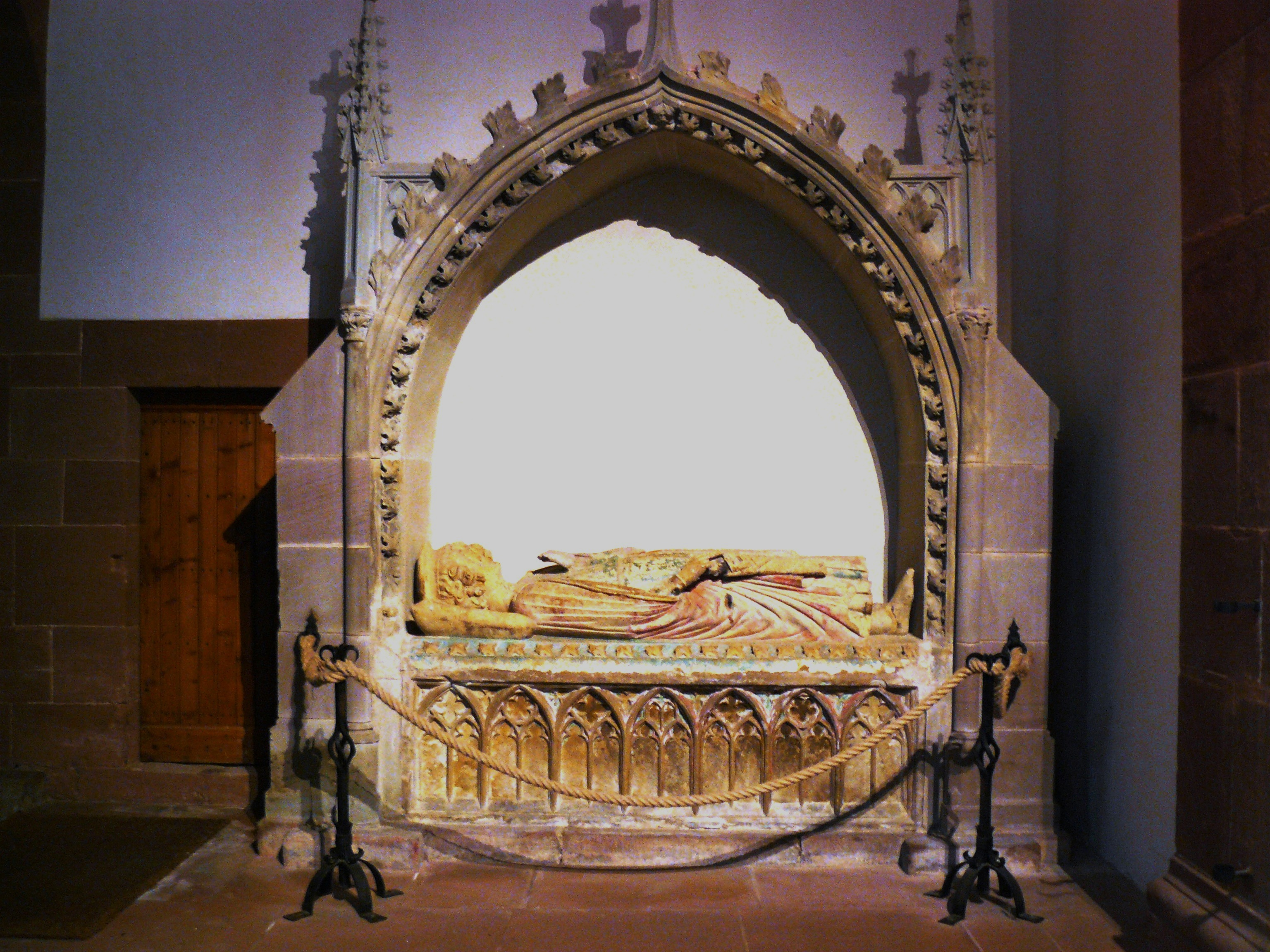
Gisant d'Eberhard fondateur de l'abbaye,
au fond sud du transept (XIII).

Le comte Eberhard accorde de nombreux privilèges aux moines de Murbach. Il est frappé de cécité et a perdu son fils unique. Estimant que son immense fortune n'a plus aucun intérêt pour lui, il veut en faire profiter l'Église pour le salut de son âme ; entre 728 et 731 il met à la disposition de l'abbaye de Murbach une grande partie de sa fortune. L'abbaye de Murbach reçoit par la suite d'autres domaines fonciers dispersés sur les deux rives du Rhin, en Suisse et jusque dans le Palatinat. Les moines font également des acquisitions par legs, donations ou achats. Murbach est exempté de la juridiction royale qui comporte logiquement un droit de juridiction en faveur de l'abbaye. Ce privilège ne revêt cependant qu'un caractère purement fiscal. Les religieux travaillent d'arrache-pied pour défricher cette contrée sauvage qui est bientôt transformée de fond en comble : elle est subséquemment appelée vallée du Florival. L'évêque de Strasbourg Widegerne s'empressa de reconnaître ces concessions en les présentant comme provenant de sa propre initiative.

### Pépin le Bref et Charlemagne confirmèrent les biens de Murbach
Les moines de Murbach sont soutenus dans leurs démarches par les Carolingiens, à commencer par Pépin le Bref puis par Charlemagne qui visitent la célèbre abbaye. Ce dernier prince fait don au chapitre de Murbach de plusieurs terres et dépendances, dont celle dans la vallée de Saint-Amarin, pour subvenir à leurs besoins. Cependant ces deux monarques n'accordent les privilèges qu'à titre de bénéfice précaire, demandant cependant aux juges royaux de ne pas entraver la juridiction de l'abbaye. L'abbaye de Murbach connaît par la suite un rayonnement international et politique durant cinq siècles que seules les guerres viennent altérer.

### La transformation de la vallée par les moines
Au commencement du XIe siècle Fruland, un religieux de Murbach qui écrit la vie de saint Léger sur les ordres de l'abbé Eberhard, célèbre en des termes louangeurs l'admirable situation du vallon de Murbach transformée en jardin d'Éden. Un opuscule a été publié par un savant bénédictin de l'abbaye de Solesmes, dom Pitra qui trahit son origine tant il fait l'éloge en fournissant des détails très précis sur la contrée. Alcuin qui se rend à Murbach du temps de Charlemagne en 780 dit être impressionné par la science et la piété des moines de Murbach. En effet Murbach possède déjà à l'époque une impressionnante collection de manuscrits de grande valeur. L'abbaye de Murbach donne à l'église de nombreux saints et évêques ; parmi ces derniers on peut mentionner saint Simbert, qui avant d'aller occuper le siège d'Augsbourg, lègue son premier titre à Charlemagne, un proche parent dit-on. Ce roi, qui figure sur la liste des abbés de Murbach, donne les possessions de la vallée de Saint-Amarin à l'abbaye de Murbach. Peu de temps après, l'abbé Sigismar reçoit de Louis le Germanique (806-876) la ville de Lucerne et tout son territoire.

### Murbach ravagé par les Hongrois

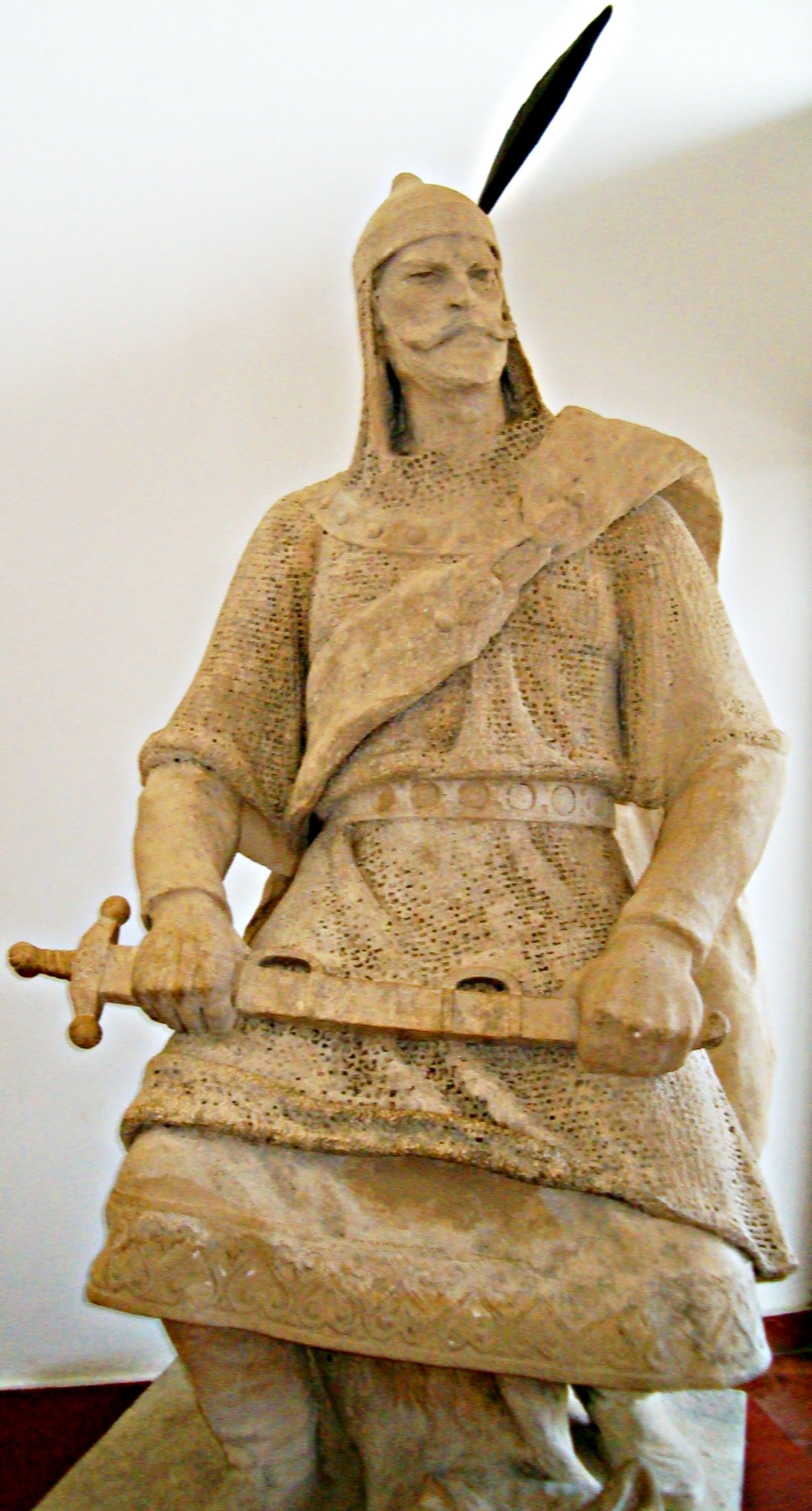
Statue d'Árpád (845-907).

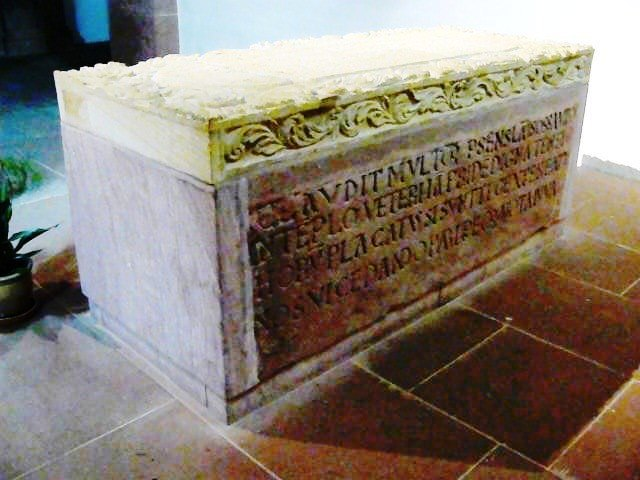
Sarcophage contenant les restes des sept moines assassinés par les Hongrois en juillet 926. La dalle avec les inscriptions date de 1706.

Mais ces temps de prospérité furent bientôt assombris par les invasions des Hongrois pendant la moitié du Xe siècle qui organisèrent de nombreux raids en Europe occidentale, particulièrement en Allemagne, France et Italie. Dès 917, ils pillèrent la ville de Bâle, l'Alsace et la Lorraine. En juillet 926, Murbach est ravagé par les Hongrois avec à leur tête le redoutable guerrier Zoltan (896-948), le quatrième fils d'Árpád (845-907). Les troupes du duc d'Alsace, Luitfried, qui avaient vainement tenter de s'opposer aux Hongrois sont anéanties à Huningue. Les Hongrois mettent le feu à l'abbaye de Murbach qui se releva difficilement de cette dure épreuve. Pendant au moins une vingtaine d'années, l'abbaye n'eut plus d'abbé. Les Hongrois qui étaient alors des nomades apparentés aux Mongols, étaient avides de butins, et pillaient particulièrement les couvents et abbayes qui recelaient souvent des trésors inestimables. Zoltan de la dynastie des Árpád, qui régnait sur la Hongrie de 896 à 1301, était secondé par Bulscu qui était particulièrement cruel envers la population. Sept moines furent assassinés, selon la légende, au lieu-dit du Mordfeld (« champ du meurtre »), situé au pied du Grand Ballon entre le Storkenkopf et le Hundskopf. Aucune source historique crédible ne vient corroborer cette légende qui a été enrichie par des auteurs de seconde main au XXe siècle. Un monument funéraire à  la mémoire des sept martyrs fut ensuite installé dans l'abbaye, d'abord dans la chapelle (disparue) Sainte-Marie, puis dans l'abbatiale. Sur la dalle funéraire, on trouve les inscriptions suivantes en latin :  Nostrorum fratrum jacet hic funus tumulatum. Vim rosei finis pertulit iste cinis. Hinc bene migrabant quos Hunni mortificabant. Hos, Deus, in coelis laetificare velis. Les Hongrois sont finalement défaits lors de la bataille du Lechfeld, près d'Augsbourg en 955 face aux troupes emmenées par l'empereur germanique Othon Ier (912-973), fondateur du Saint-Empire romain germanique. On voit aussi à l'église de Murbach le tombeau du comte Eberhard. Les anciens tableaux représentant la vie de saint Léger, patron de l'abbaye, ont disparu depuis longtemps.

### Murbach sous le règne de Conrad II le Salique

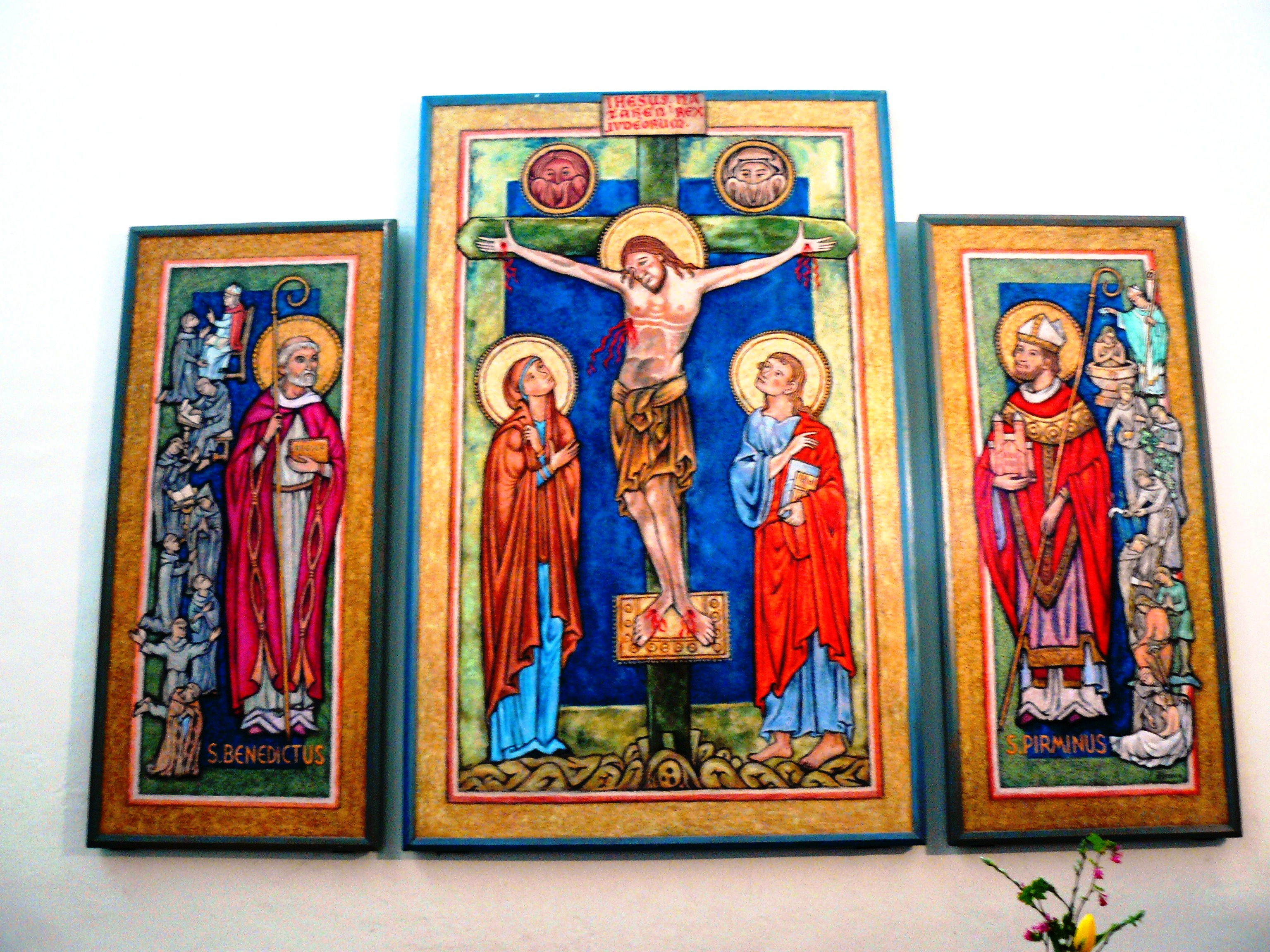
Peinture de Jean-Paul Koenig (1986) représentant la crucifixion d'après un retable du XIIe siècle qui figure dans un missel de Murbach. À gauche on trouve saint Benoît et à droite saint Pirmin.

Sous le règne de Conrad II le Salique (990-1039) roi de Germanie et des Romains Murbach obtint Wattwiller, dont l'abbaye avait été dépossédée auparavant. Durant le temps des croisades, Frédéric Barberousse (1122-1190) demanda à l'abbé de Murbach, Widerolphe de se joindre à la croisade en Terre Sainte. Il accepta d'abord, puis supplia sur les conseils de quelques conseillers de l'en dispenser. Frédéric mécontent y consentit à condition que l'abbaye de Murbach abandonne un domaine situé en Souabe. Widerolphe accepta le marché. Mais l'abbé apprit que l'unique résultat de son voyage en Terre Sainte était de le dépouiller de ses plus riches domaines et de l'assassiner. Il apprit par hasard la conjuration qui se tramait derrière son dos et dut fuir devant la colère de ses vassaux. C'est Hugues de Rothenburg qui se montra le plus belliqueux : il s'empara de la croix et marcha à côté de l'empereur Frédéric II en Palestine avec une très forte escorte. Vers 1191, le pape Célestin III déclara l'abbaye de Murbach soumise directement au Saint-Siège. Pour assurer son indépendance il décida que l'avouerie ne pourrait plus se transmettre héréditairement, mais que l'avoué devrait être élu par les religieux tout comme l'abbé. Il lui était interdit d'accaparer des biens appartenant à l'abbaye. En 1228, c'est finalement son successeur, l'abbé Hugo de Rothenbourg qui prit part à la croisade de Frédéric II (1194-1250). L'empereur lui décerne alors le titre de prince du Saint-Empire romain germanique accompagné de privilèges fiscaux. En 1230, Hugo de Rothenburg fit édifier le château du Hugstein qui devait être un verrou défendant l'accès à l'abbaye de Murbach en cas d'attaques surprises. Le règne de Frédéric II fut marqué par les conflits avec la papauté. Il fut excommunié deux fois par le pape Grégoire IX qui le qualifia même d'Antéchrist.

### La période des troubles
Avec l'avènement de Rodolphe de Habsbourg (1218-1291) des troubles éclatèrent en Allemagne et dans la région. L'abbé Berthold de Steinbrunn fit mettre des murs d'enceinte à Guebwiller, fortifia Wattwiller et fit bâtir le château de Frieberg, au-dessus de Saint-Amarin, et celui de Hirtzenstein, au-dessus de Wattwiller, et celui de Hohrupf (commune de Lautenbachzell) qui domine toute la vallée de Murbach du haut de son sommet bordé de tranchées. Mais la vie n'est pas plus paisible pour autant. Raynaud, comte de Montbéliard, tente à plusieurs reprises de pénétrer sur les terres de l'abbaye. Il en est empêché par Berthold qui l'emprisonne au château du Hugstein. En 1382 l'église de Murbach est la proie des flammes.

### Lucerne est cédé à l'archiduc Albert
Le successeur de Berthold, le comte de Falkenstein (de), échange Lucerne contre la seigneurie d'Issenheim pour une somme de 2 000 marcs d'argent. À partir du XVe siècle, Murbach connaît une nouvelle ère de prospérité, grâce notamment à la découverte de mines de fer dans la région de Saint-Amarin qui appartient à l'abbaye. C'est l'occasion pour le pape Pie IV de réunir définitivement l'abbaye de Lure à celle de Murbach, gouvernée à cette époque par Rodolphe de Stoerenboug. Ce dernier entreprend des travaux pour exploiter les mines de Plancher, qui occupent jusqu'à 600 ouvriers. Charles Quint accorde le droit à l'abbé de Murbach de battre monnaie. Par la suite l'abbé Wolf Dietrich de Raitenau quitte Murbach pour occuper le siège épiscopal de Salzbourg. Le cardinal André d'Autriche, neveu de l'empereur Maximilien II le remplace comme abbé. L'archiduc Léopold et l'archiduc Léopold-Guillaume, tous deux évêques de Strasbourg, occupent successivement l'abbatiat de Murbach.

### Murbach, une des plus illustres abbayes en Europe
En son temps, l'abbaye de Murbach est une des abbayes les plus illustres de l'Europe. Son abbé porte le titre de prince du Saint-Empire, relevant au spirituel directement du pape et au temporel de l'empereur ; avec les abbés de Fulda, de Kempten et de Wissembourg, il a séance et voix dans les diètes avant tous les autres princes-abbés. Pour être admis à Murbach, il faut faire preuve de seize quartiers de noblesse ; la réception se fait avec un appareil pompeux et sept chevaliers jurent sur l'Évangile que le candidat a les qualités requises.

### Restauration de l'abbaye après la guerre de Trente Ans

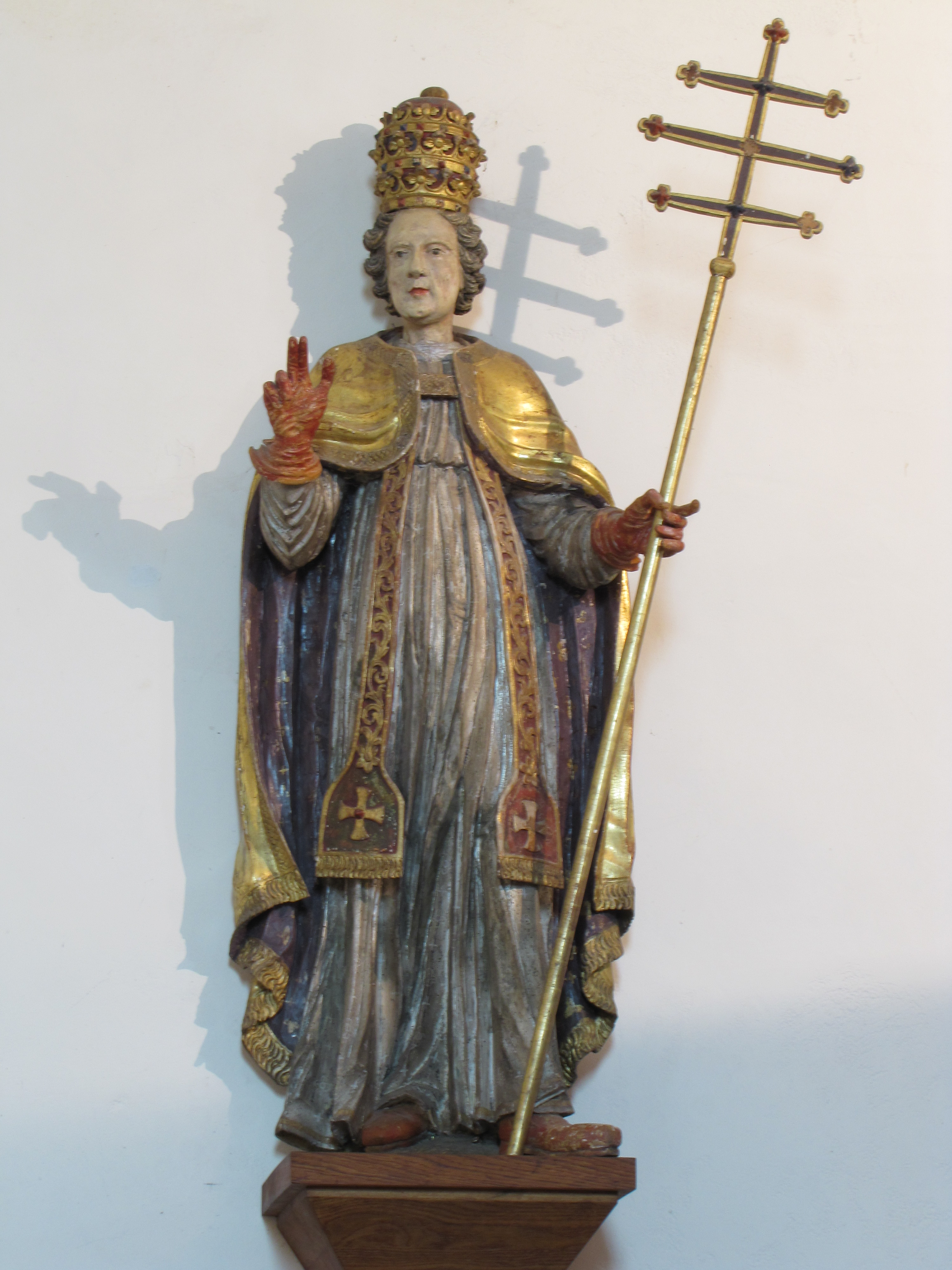
Statue de saint Corneille (XVIIe siècle),
église de Murbach.

La guerre de Trente Ans et tous ses malheurs ruinent complètement l'abbaye et ses habitants. Mais les moines ne tardent pas à se remettre au travail et en peu de temps l'abbaye se relève de ses ruines. Colomban d'Andlau gouverne d'abord Murbach, puis les deux princes-évêques de Fürstenberg et Eberhard de Loewenstein prennent le relais. Ce dernier entreprend des recherches vers 1699 et fonde une verrerie à Wildenstein. Il construit le château de Wesserling, dans la vallée de Thann. Après lui viennent Célestin de Beroldingen, puis le cardinal Armand de Rohan-Soubise, à qui succède Léger de Rathsamhausen. Sous ce dernier prince-abbé, l'abbaye de Murbach est sécularisée par le pape Clément XIII en 1764. Murbach prend le titre d'Insigne collégiale équestrale de Murbach.

### La principauté de Murbach dans l'orbite française (1680-1790)
Murbach est rattachée au royaume de France en 1680, ce qui n'entrave en rien la puissance matérielle de l'abbaye. Elle contrôle alors trois bailliages qui englobent Guebwiller, Wattwiller et Saint-Amarin. Le bailliage de Guebwiller se compose de la vallée de la Lauch, avec Buhl, Lautenbach-Zell et Sengern, et le versant oriental de la montagne comprenant les villages de Bergholtz et Bergholtz-Zell. Le bailliage de Wattwiller ne comprend que le village d'Uffholtz. La vallée de la Thur comprend un territoire beaucoup plus riche formé de Saint-Amarin et d'une vingtaine de villages. Murbach possède également de nombreux biens dans de nombreuses localités alsaciennes : Biltzheim, Fessenheim, Issenheim, Merxheim, Oberhergheim, Oltingue, Ostein (village disparu près d'Issenheim), Raedersheim, Rouffach, Sainte-Croix-en-Plaine et Wittenheim. Après le décès de l'archiduc Léopold-Guillaume d'Autriche, la France soutient la candidature de l'évêque de Strasbourg, François-Egon de Furstenberg. Bien que rattachée à la France la principauté de Murbach conserve une grande autonomie. L'abbé de Murbach est représenté par un schultheiss (prévôt) et au XVe siècle par un bailli (Vogt puis Obervogt) qui gouverne également les autres villages des alentours : Buhl, Lautenbach-Zell, Bergholtz-Zell et Bergholtz.

### Le siège équestral est transféré àGuebwiller
En 1759, peu de temps avant le début de la Révolution, le chapitre de Murbach transfère son siège à Guebwiller. En 1789, des troubles éclatent sur les terres appartenant à l'abbaye de Murbach. À Saint-Amarin, les habitants écrasés par les impôts se soulèvent et viennent piller et dévaster le château de Guebwiller. Le dernier prince de Murbach, Benoît d'Andlau, qui siège comme député aux États généraux, se réfugie en Allemagne et meurt en 1839 à Eichstätt en Bavière. Aujourd'hui, il ne reste plus à Murbach que des vestiges et ce qui a survécu à l'ancienne église du couvent, le chœur et les transepts avec deux tours.

### Les deux guerres mondiales
La commune a été décorée le 2 novembre 1921 de la croix de guerre 1914-1918.

### Héraldique
| Blason de Murbach | Les armes de Murbach se blasonnent ainsi : « D'argent au lévrier rampant de sable, lampassé du même, colleté et bouclé du champ. » |

## Politique et administration

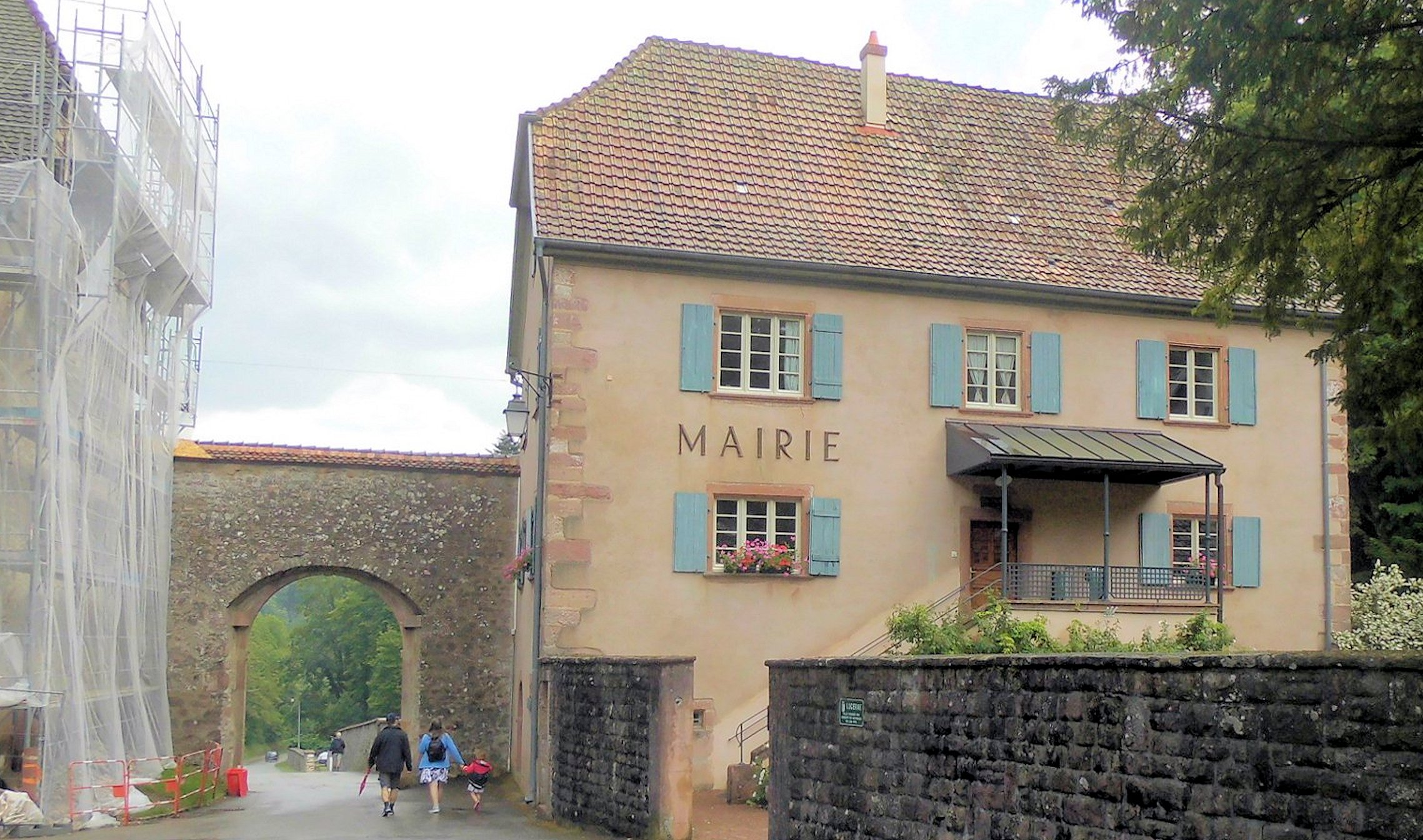
La mairie.

| Période                                  | Période      | Identité   | Étiquette | Qualité |
| ---------------------------------------- | ------------ | ---------- | --------- | ------- |
| juin 1995                                | juillet 2020 | René Gross |           |         |
| juillet 2020                             | En cours     | Maud Hart  |           |         |
| Les données manquantes sont à compléter. |              |            |           |         |

### Finances locales
Cette sous-section présente la situation des finances communales de Murbach.
Pour l'exercice 2013, le compte administratif du budget municipal de Murbach s'établit à  575 000 € en dépenses et 590 000 € en recettes :
En 2013, la section de fonctionnement se répartit en 251 000 €  de charges (1 755 € par habitant) pour 236 000 € de produits (1 650 € par habitant), soit un solde de −15 000 € (−104 € par habitant), :
- le principal pôle de dépenses de fonctionnement est celui des achats et charges externes[Note 16] pour une valeur de 153 000 € (61 %), soit 1 067 € par habitant, ratio supérieur de 408 % à la valeur moyenne pour les communes de la même strate (210 € par habitant). En partant de 2009 et jusqu'à 2013, ce ratio fluctue et présente un minimum de 849 € par habitant en 2011 et un maximum de 1 067 € par habitant en 2013 ;
- la plus grande part des recettes est constituée de la dotation globale de fonctionnement (DGF)[Note 17] pour une valeur de 31 000 € (13 %), soit 215 € par habitant, ratio voisin de la valeur moyenne de la strate. Depuis 5 ans, ce ratio diminue de façon continue de 225 € à 215 € par habitant.

Les taux des taxes ci-dessous sont votés par la municipalité de Murbach. Ils ont varié de la façon suivante par rapport à 2012 :
- la taxe d'habitation sans variation 4,80 % ;
- la taxe foncière sur le bâti constante 5,27 % ;
- celle sur le non bâti égale 47,25 %.

La section investissement se répartit en emplois et ressources. Pour 2013, les emplois comprennent par ordre d'importance :
- des dépenses d'équipement[Note 19] pour une somme de 306 000 € (94 %), soit 2 139 € par habitant, ratio supérieur de 392 % à la valeur moyenne pour les communes de la même strate (435 € par habitant). Sur la période 2009 - 2013, ce ratio fluctue et présente un minimum de 200 € par habitant en 2010 et un maximum de 2 139 € par habitant en 2013 ;
- des remboursements d'emprunts[Note 20] pour une somme de 11 000 € (3 %), soit 75 € par habitant, ratio supérieur de 14 % à la valeur moyenne pour les communes de la même strate (66 € par habitant).

Les ressources en investissement de Murbach se répartissent principalement en :
- nouvelles dettes pour une valeur totale de 200 000 € (56 %), soit 1 399 € par habitant, ratio supérieur de 1741 % à la valeur moyenne pour les communes de la même strate (76 € par habitant). Pour la période allant de 2009 à 2013, ce ratio augmente de façon continue de 0 € à 1 399 € par habitant ;
- subventions reçues pour une valeur totale de 88 000 € (25 %), soit 618 € par habitant, ratio supérieur de 361 % à la valeur moyenne pour les communes de la même strate (134 € par habitant).

L'endettement de Murbach au 31 décembre 2013 peut s'évaluer à partir de trois critères : l'encours de la dette, l'annuité de la dette et sa capacité de désendettement :
- l'encours de la dette pour  198 000 €, soit 1 386 € par habitant, ratio supérieur de 168 % à la valeur moyenne pour les communes de la même strate (518 € par habitant). Depuis 5 ans, ce ratio fluctue et présente un minimum de 63 € par habitant en 2012 et un maximum de 1 386 € par habitant en 2013[A2 5] ;
- l'annuité de la dette pour une somme de 14 000 €, soit 99 € par habitant, ratio supérieur de 16 % à la valeur moyenne pour les communes de la même strate (85 € par habitant). Pour la période allant de 2009 à 2013, ce ratio fluctue et présente un minimum de 42 € par habitant en 2012 et un maximum de 99 € par habitant en 2013[A2 5] ;
- la capacité d'autofinancement (CAF) pour  −12 000 €, négligeable compte tenu du nombre d’habitants de la commune et inférieur de 144 % à la valeur moyenne pour les communes de la même strate (198 € par habitant). Depuis 5 ans, ce ratio fluctue et présente un minimum de −87 € par habitant en 2013 et un maximum de 612 € par habitant en 2012[A2 6]. La capacité de désendettement est très élevé, de plus de 50 années en 2013. Sur une période de 14 années, ce ratio présente un minimum de moins d'un an en 2012 et un maximum en 2013.

## Démographie

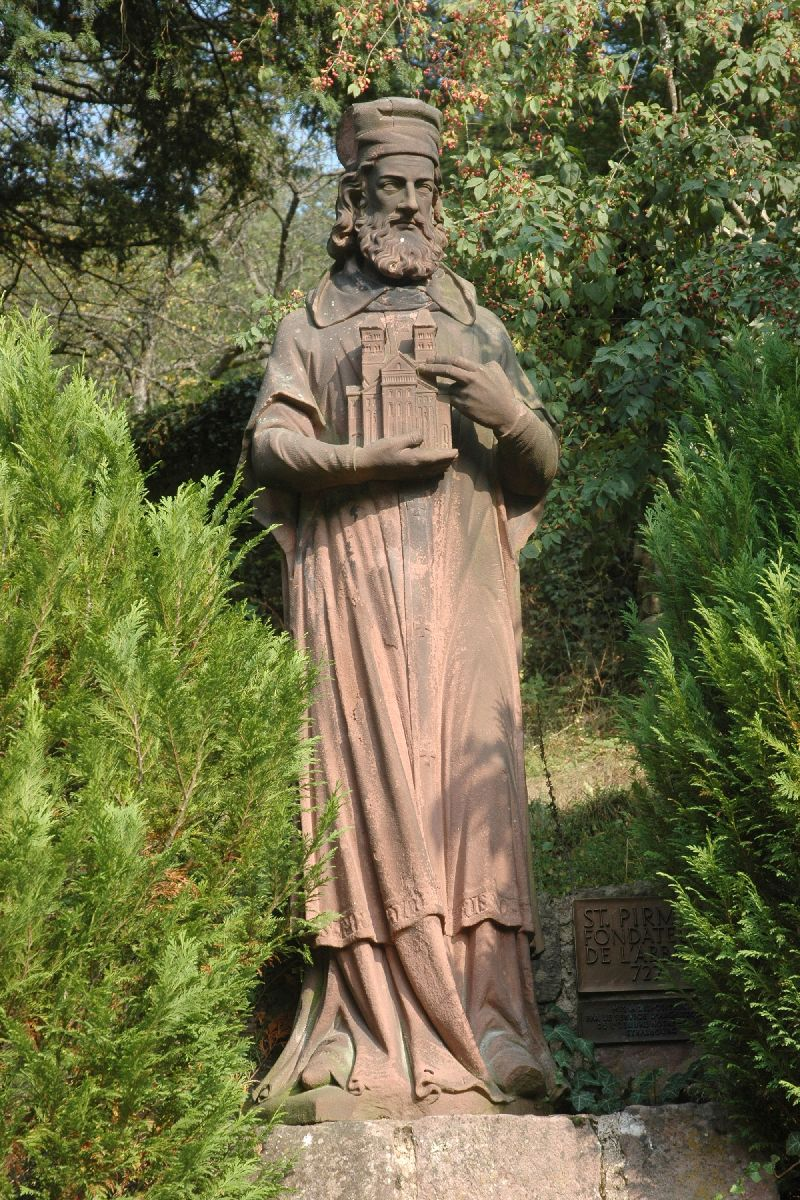
Statue néogothique de saint Pirmin dans l'abbaye.

L'évolution du nombre d'habitants est connue à travers les recensements de la population effectués dans la commune depuis 1793. Pour les communes de moins de 10 000 habitants, une enquête de recensement portant sur toute la population est réalisée tous les cinq ans, les populations de référence des années intermédiaires étant quant à elles estimées par interpolation ou extrapolation. Pour la commune, le premier recensement exhaustif entrant dans le cadre du nouveau dispositif a été réalisé en 2006.

En 2022, la commune comptait 165 habitants, en évolution de +5,77 % par rapport à 2016 (Haut-Rhin : +0,66 %, France hors Mayotte : +2,11 %).
| 1793 | 1800 | 1806 | 1821 | 1831 | 1836 | 1841 | 1846 | 1851 |
| ---- | ---- | ---- | ---- | ---- | ---- | ---- | ---- | ---- |
| 177  | 206  | 226  | 234  | 245  | 289  | 261  | 254  | 287  |

| 1856 | 1861 | 1866 | 1871 | 1875 | 1880 | 1885 | 1890 | 1895 |
| ---- | ---- | ---- | ---- | ---- | ---- | ---- | ---- | ---- |
| 290  | 314  | 323  | 308  | 291  | 322  | 326  | 315  | 311  |

| 1900 | 1905 | 1910 | 1921 | 1926 | 1931 | 1936 | 1946 | 1954 |
| ---- | ---- | ---- | ---- | ---- | ---- | ---- | ---- | ---- |
| 295  | 273  | 271  | 242  | 282  | 248  | 235  | 188  | 194  |

| 1962 | 1968 | 1975 | 1982 | 1990 | 1999 | 2006 | 2011 | 2016 |
| ---- | ---- | ---- | ---- | ---- | ---- | ---- | ---- | ---- |
| 176  | 130  | 90   | 89   | 116  | 136  | 136  | 140  | 156  |

| 2021 | 2022 | - | - | - | - | - | - | - |
| ---- | ---- | - | - | - | - | - | - | - |
| 164  | 165  | - | - | - | - | - | - | - |

## Lieux et monuments

### Chapelle deNotre-Dame de Lorette

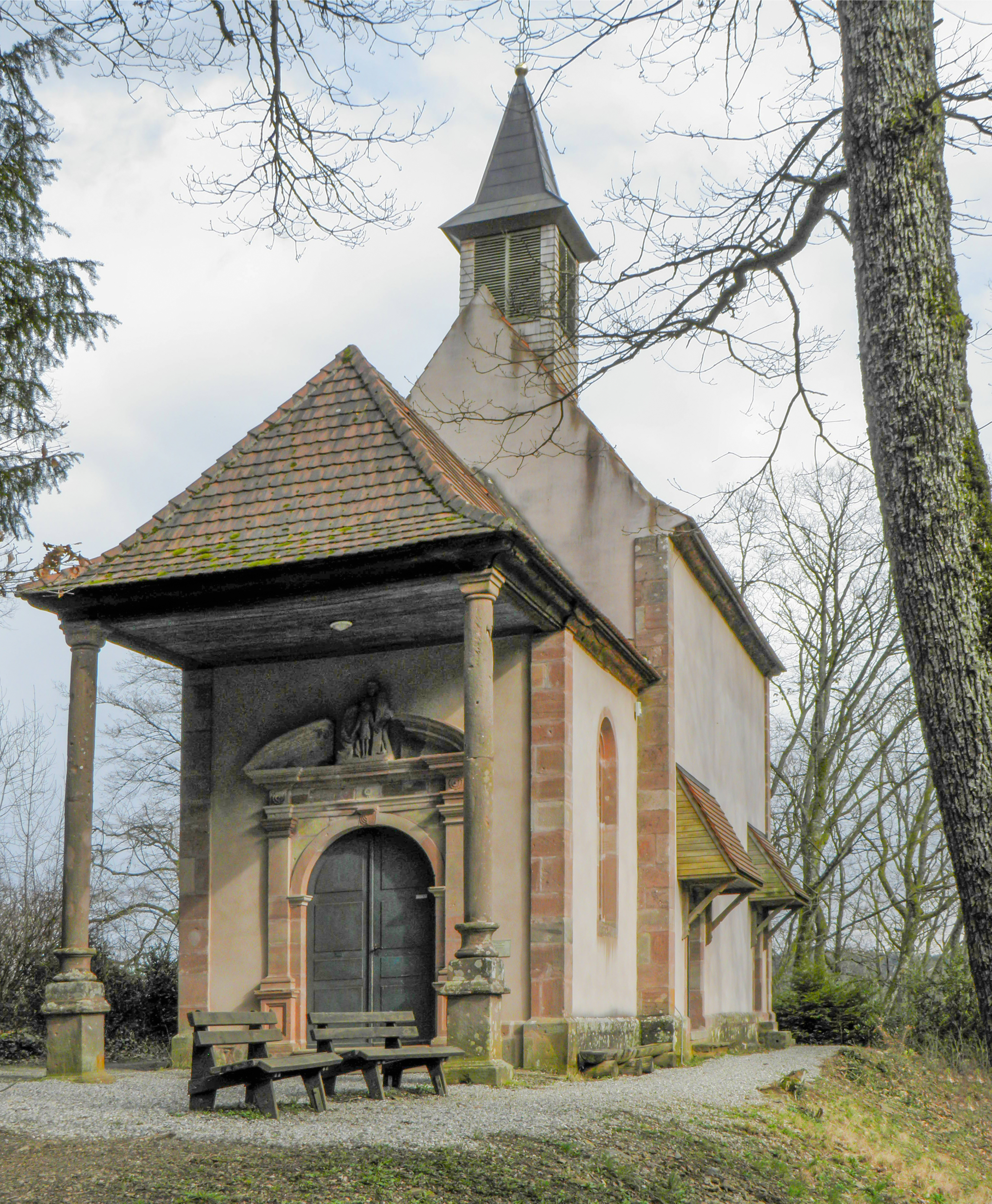
Chapelle Notre-Dame de Lorette dont la construction remonte au 30 mars 1693.

Cette chapelle de style baroque est située sur une petite hauteur formant un méplat, en pleine forêt dominant l'ancienne abbaye de Murbach. Elle a été construite en remplacement d'une ancienne chapelle complètement ruinée qui se trouvait près du ruisseau du Murbach et qui a été démolie par les moines en 1692. Les moines font construire une autre chapelle au-dessus de l'abbaye dominant ainsi le vallon de Murbach. Les travaux se font assez rapidement puisque la chapelle est terminée au bout d'une année à peine en 1693. Elle est bénite le 8 septembre la même année et consacrée le 25 octobre par l'évêque de Bâle, Guillaume-Jacques Rink. D'après les documents retrouvés dans les autels, la chapelle renferme des reliques de plusieurs saints : saint Modeste, saint Juste, saint Abondance, saint Donat, saint Urbain et saint Quirin. La chapelle de Notre-Dame de Lorette a été édifiée d'après le même modèle que celle de Santa Casa de Loreto en Italie. En 1714, le capucin Constantin Mettler fait installer sur le mur arrière de la chapelle un cadran solaire que l'on peut toujours encore admirer de nos jours bien qu'il ait été restauré. La chapelle Notre-Dame de Lorette a fait l'objet de plusieurs restaurations, d'abord en 1870, puis en 1896, 1897 et 1998. Elle a traversé les années sans trop de dommages, hormis l'usure due au temps. À la Révolution, la chapelle est vendue comme bien national. Mais les paroissiens des villages environnants conscients de préserver cet héritage se portent acquéreur dans l'espoir de pouvoir y reprendre le culte une fois les troubles de la Révolution terminée. Malgré la proximité des combats de la guerre 1914-1918 et la présence de tirs de mortiers de la part des belligérants, la chapelle est miraculeusement épargnée. En 1946, une habitante de Buhl permet d'entreprendre des travaux grâce à un don qu'elle fait en faveur de la chapelle. Entre 1996 et 1998, la chapelle est de nouveau entièrement restaurée.

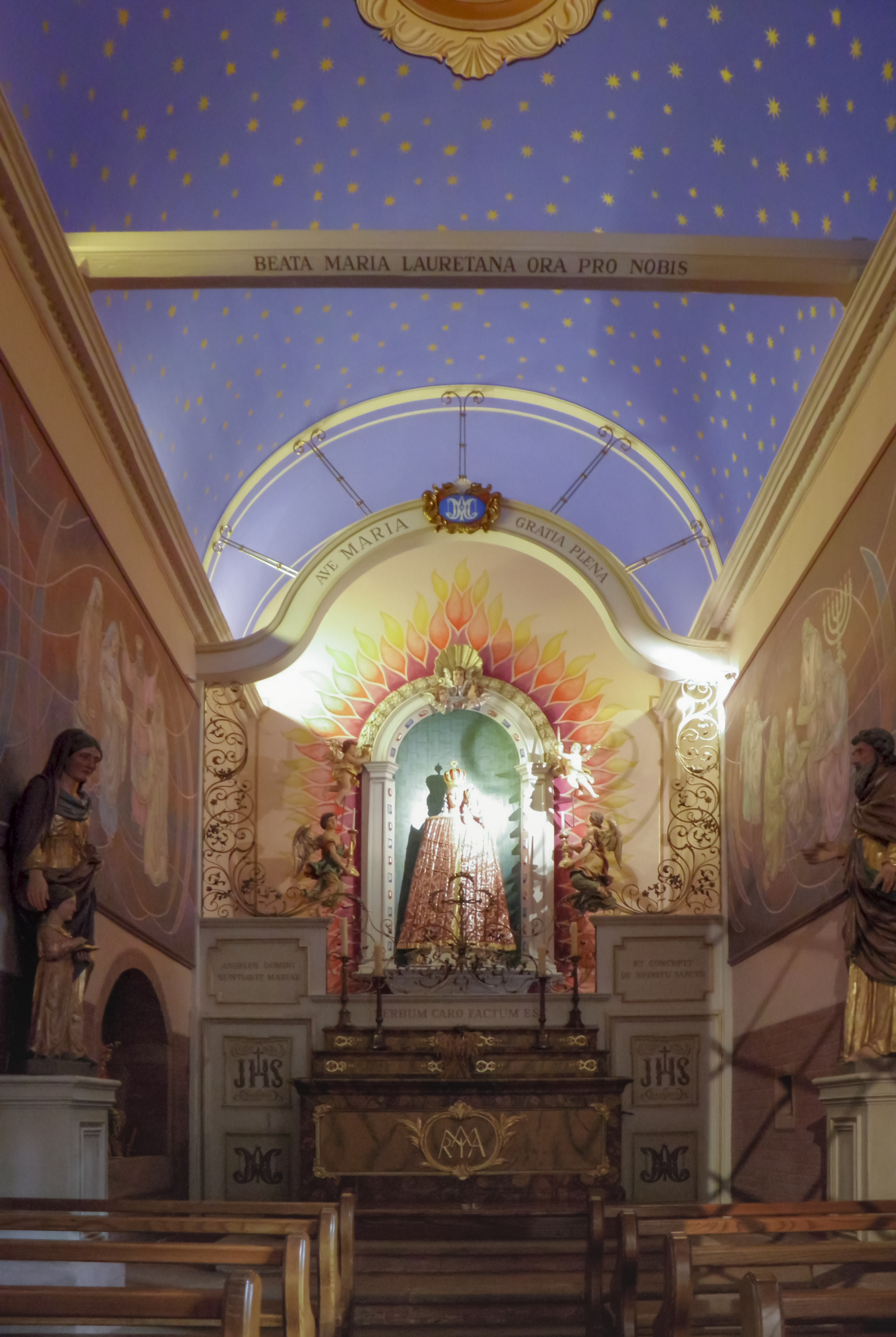
L'intérieur de la chapelle.

Une autre chapelle se trouvant à proximité de celle-ci fut mentionnée dès 1335. Elle a été détruite en 1771. On peut encore apercevoir l'endroit où elle était située, dans la forêt sur le sentier de l'Eckelsbach à 500 mètres à l'est de Notre-Dame de Lorette. Cette chapelle qui portait le nom de Saint-Corneille, probablement en l'honneur du pape Corneille, qui a régné entre 251 et juin 253, a attiré au Moyen Âge un grand nombre de pèlerins qui venaient quelquefois de très loin chaque année le 16 septembre à l'occasion de la fête du saint qui était réputé pour soulager les hernies.

### Chemin de croix

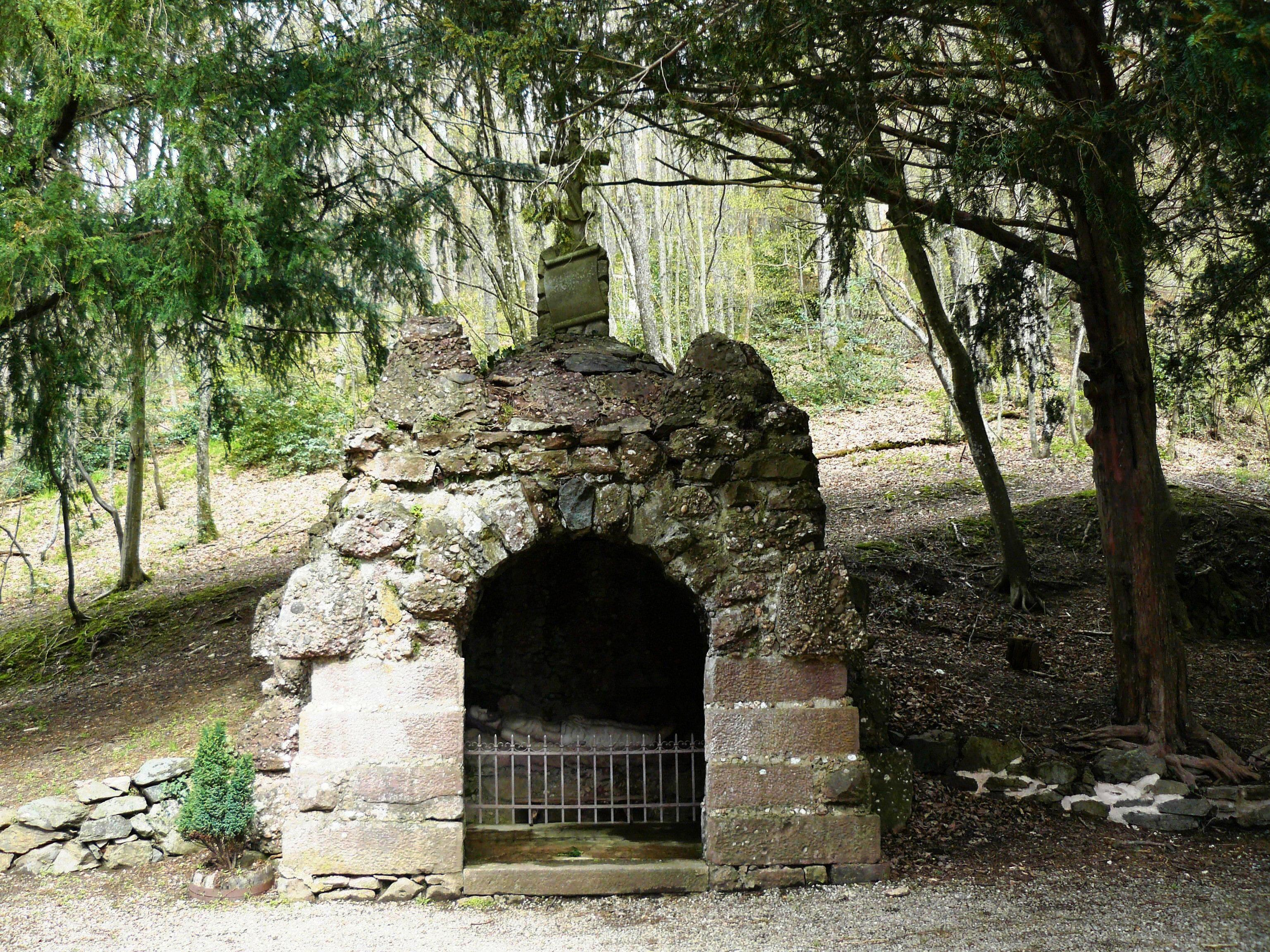
Chemin de croix. La mise au tombeau du Christ.

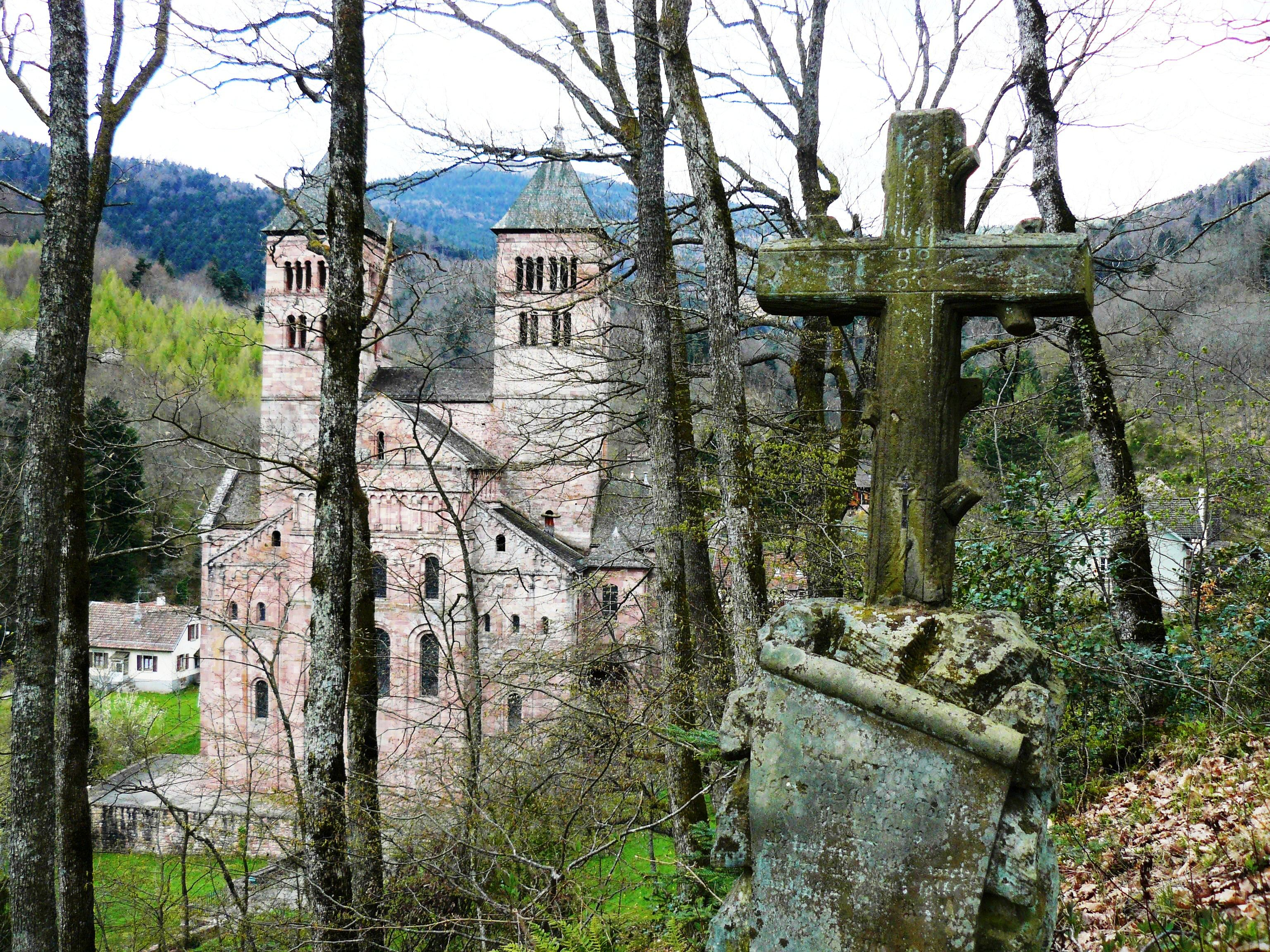
Chemin de croix – IXe station.

Le curé Jean-Thébaut Mellecker fervent admirateur de l'abbaye de Murbach et travailleur acharné en faveur de la restauration de l'édifice fit installer un chemin de croix sur le sentier qui mène à la chapelle Notre Dame de Lorette. Le chemin de croix est béni en septembre 1873. L'objectif du curé est de proposer aux fidèles un cheminement leur rappelant la passion du Christ. Les onze premières stations sont de simples croix portant des citations des évangiles. La douzième station représente une grande croix adossée au mur de la chapelle près du cadran solaire.
Au pied de la croix se trouve Marie Madeleine priant et implorant le pardon du Christ. La treizième station marque la déposition de la croix : Jésus est porté par Marie suivi par saint Jean et les femmes. La quatorzième station représente la sépulture du Christ reposant dans une grotte appuyée à la montagne.

### Château fort de Hohenrupf
Ce château fort établit sur le haut de la montagne dominait les villages de Murbach et de Lautenbach-Zell et son accès était presque inaccessible en raison de précipices entourant le domaine. Il a été construit vers 1260 par l'abbé Berthold de Steinbrunn pour protéger le territoire de l'abbaye lors de la Querelle des investitures. Un donjon rectangulaire (10m sur 8) couronnait le sommet à 813m d'altitude. On ignore l'époque d'abandon du château qui servit de prison en 1444. Le site fut utilisé comme observatoire par l'armée allemande de 1915 à 1918. Aujourd'hui il n'existe plus que des ruines sur le sommet de la montagne.

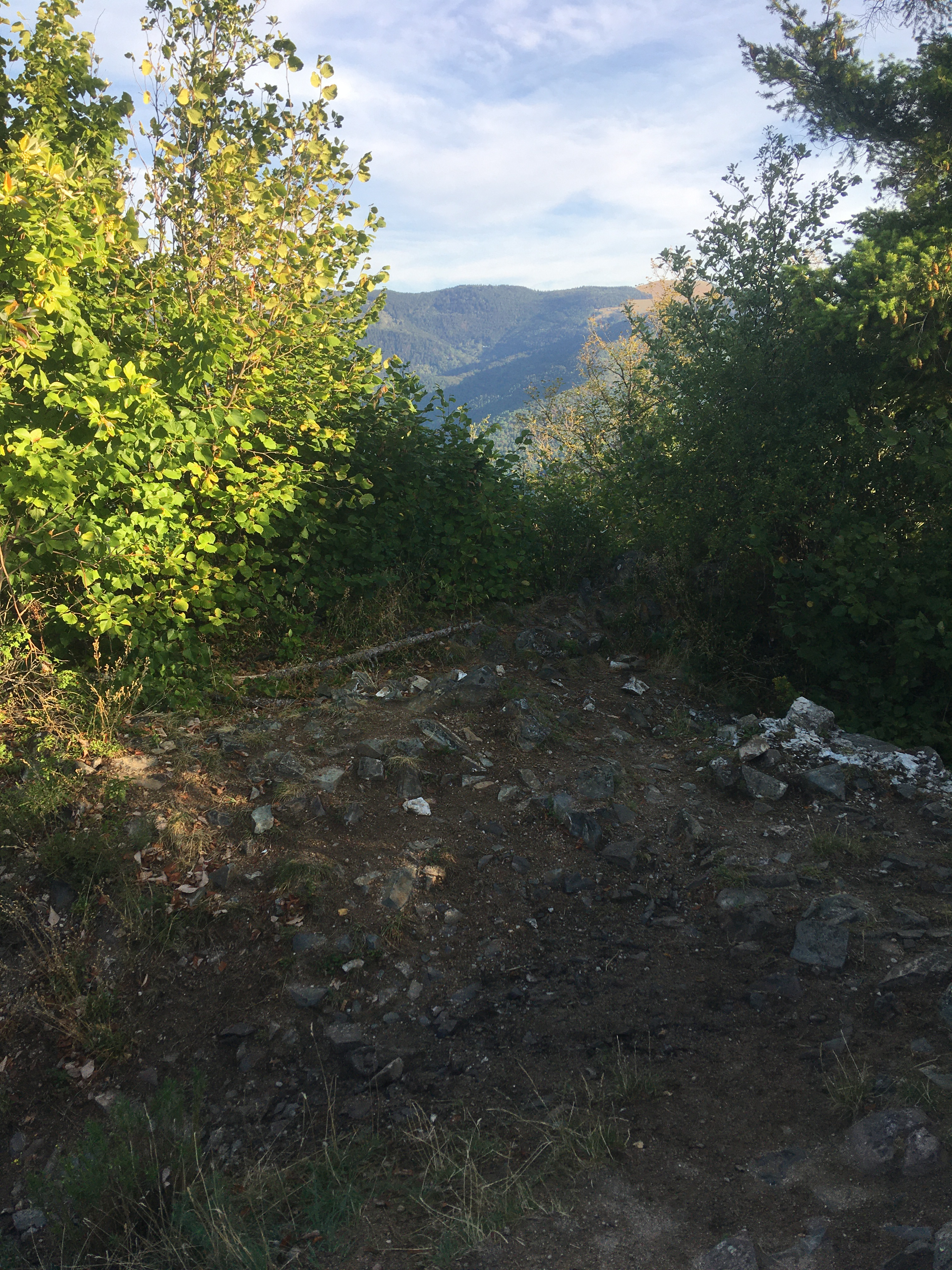
Ruines du château de Hohrupf.

### Croix celtique

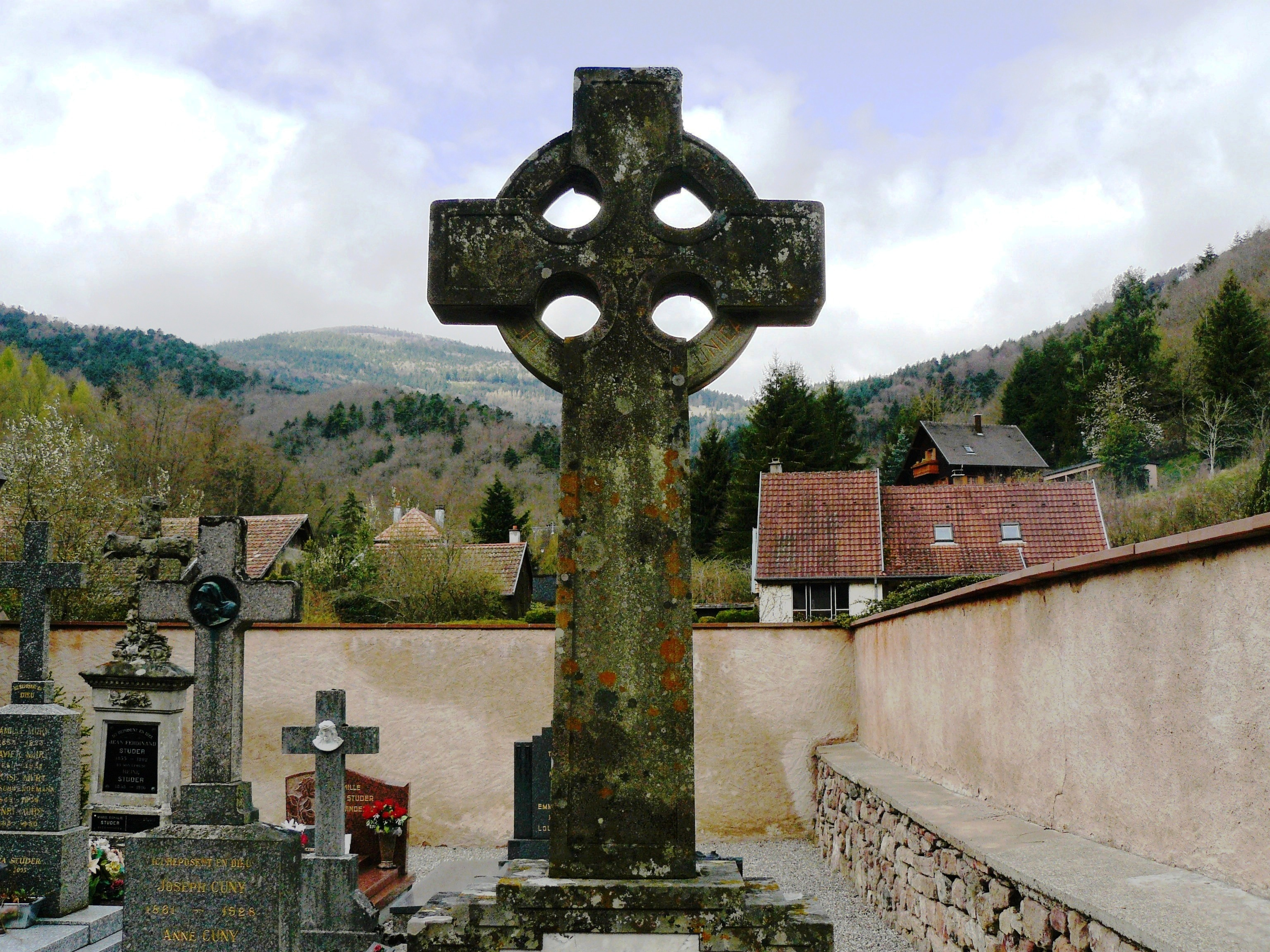
Croix celtique située dans le cimetière de Murbach.

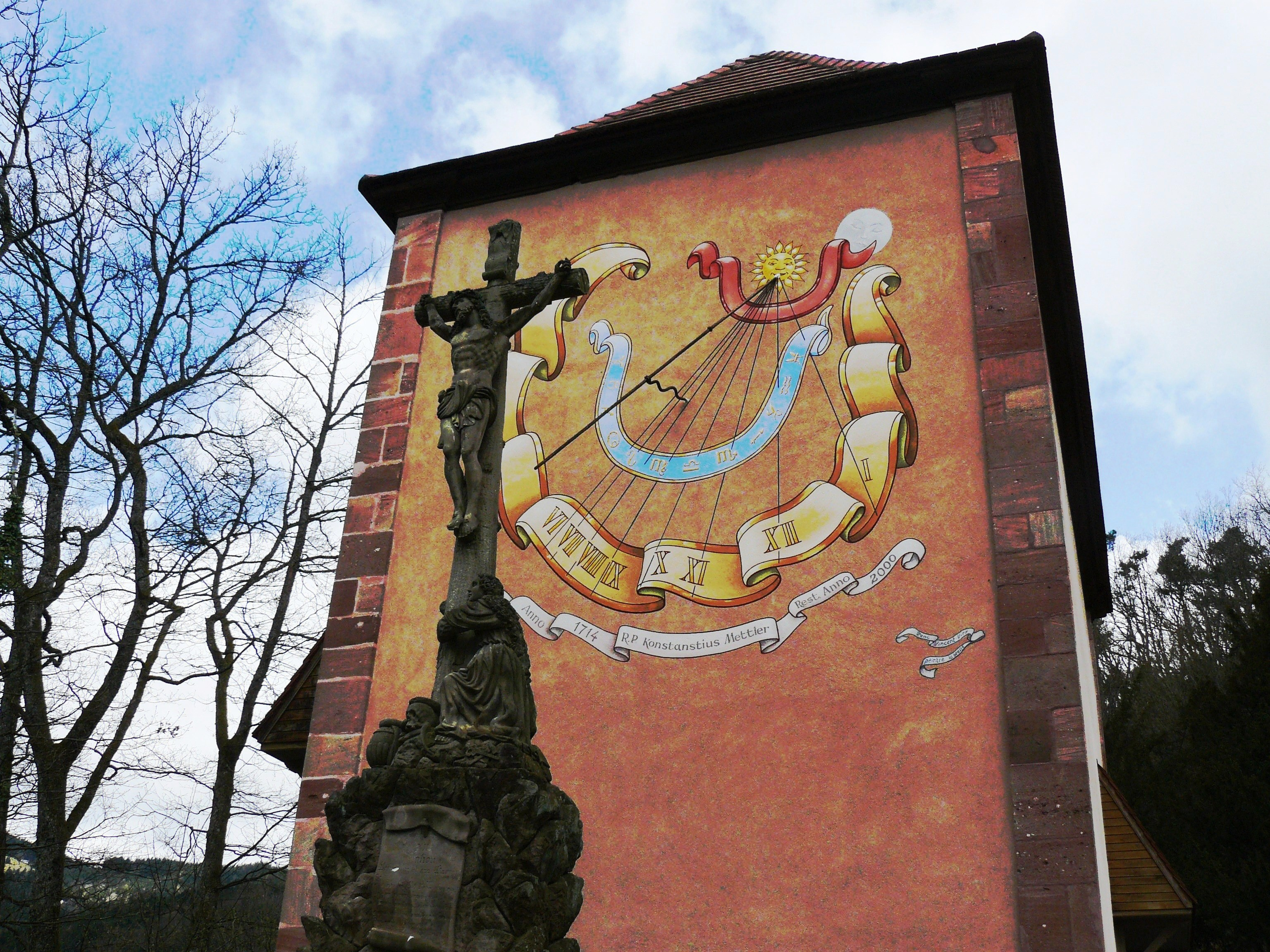
Cadran solaire situé derrière le mur de la chapelle Notre-Dame de Lorette.

Dans le petit cimetière de Murbach qui se trouve derrière l'abbaye on aperçoit une croix peu banale que l'on rencontre surtout en Irlande : une croix celtique fixée sur un caveau familial. On sait que la région a été évangélisée par des moines irlandais avant la fondation de l'abbaye de Murbach. Cette croix ne date bien sûr pas de cette époque, mais a été édifiée au XIXe siècle, par une famille qui devait aimer ce genre de décor.

### La dernière cabine téléphonique de France métropolitaine
Début juillet 2024, le magazine Paris Match publie un article écrit par Jerome Huffer sur la dernière cabine téléphonique  en service en France, précisément localisée à Murbach. Cet article est particulièrement relayé et la cabine locale recueille un enthousiasme imprévu. Le numéro de la cabine, le 03 89 74 11 53, ayant été transmis dans l'article, des lecteurs appellent sans relâche, faisant continuellement sonner la cabine que le plupart des habitants et des touristes ne voyaient plus ou présumaient déconnectée, et des personnes décrochent et parlent avec leurs interlocuteurs. La cabine devient ainsi un véritable phénomène localement et sur les réseaux, et elle provoque un engouement dont la commune cherche logiquement à tirer profit pour attirer les touristes. Les appels provenant de toute la France et de pays étrangers, un registre a été placé à disposition dans la cabine afin que les personnes décrochant le combiné notent l'origine des communications.
Encore située en zone blanche durant l'été 2024, la cabine est maintenue par Orange afin de garder un moyen de joindre les secours, notamment en cas de panne électrique .

## Personnalités liées à la commune

### Abbés connus de Murbach
- Saint Pirmin
- Romanus, 730-744
- Baldebert, évêque de Bâle, 751, décédé en 762
- Haribert, 762 décédé en 774
- Amicho, 774-784
- Saint Simbert, vers 789, décédé en 807
- Guntram, 811-816
- Dietrich de Haus (abbé de Murbach, décédé en 1447)
- Jean Walther de Greidt (abbé de Murbach qui reçut des Ribeaupierre la moitié du château d'Échéry au Val de Lièpvre)
- Conrad von Aeschenbach
- Berthold de Falkenstein
- Albert de Liebstein
- l'abbé Widerolphe
- Berthold de Steinbrunn (qui fortifia Guebwiller, Wattwiller et Saint-Amarin)
- Rodolphe de Stoerenboug: Ce dernier entrepris des travaux pour exploiter les mines de Plancher qui occupa jusqu'à 600 ouvriers
- Wolf Dietrich de Raitenau : quitta Murbach pour occuper le siège épiscopal de Salzbourg
- André d'Autriche, neveu de l'empereur Maximilien II
- Hugo de Rothenburg (21e abbé de Murbach de 1216 à 1236)
- Conrad de Staufenberg
- Barthélemy d'Andlau (mort au château du Hugstein en 1476 étranglé dit-on par un chat noir)
- Konrad von Stauffenberg
- Georges de Masevaux (1513-1542)
- Thierry de Raittnau
- Achatius de Griessen ou Achace : En 1507 Guillaume, Maximin et Brunon de Ribeaupierre offrent le hameau de Saint-Blaise (Sainte-Croix-aux-Mines) et la moitié du château d'Échéry en fief à l'abbé Achace
- Georg von Masmünster (prince abbé de Murbach. En 1524 il interdit la foi luthérienne sur son territoire - Il meurt le 10 mars 1542)
- Heirich Brimsy von Herblingen (doyen de Murbach décédé en 1630)
- Colomban d'Andlau. En 1665, le prince abbé de Murbach, Colomban d'Andlau, fut déposé en raison de son manque de docilité à l'égard de la France et exilé à Hésingue où il résida au château jusqu'à sa mort en 1707.
- Célestin de Beroldingen
- Casimir de Rathsamhausen
- Benoît d'Andlau

## Source
: document utilisé comme source pour la rédaction de cet article. L'article sur Murbach est tiré en grande partie des ouvrages L'Alsace ancienne et moderne : dictionnaire topographique, historique et statistique du Haut-Rhin et du Bas-Rhin de Baquol, 1865 et de l'ouvrage de Xavier Mossmann, Murbach et Guebwiller, histoire d'une abbaye et d'une commune rurale d'Alsace,1866 qui ont pu être modifiés depuis.

### Archives
Les archives départementales du Haut-Rhin conservent de nombreux documents encore inexplorés sur l'abbaye de Murbach. Elles sont rangées dans série 9 G. D'autres dépôts d'archives concernant Murbach existent aussi à Porrentruy (Suisse), Karlsruhe (Allemagne), Innsbruck (Autriche). Des manuscrits de Murbach se trouvent aussi à la Ryland library à Manchester et Cheltenham au Royaume-Uni, mais aussi à la bibliothèque de Bâle, de Berlin et à la bibliothèque universitaire de Strasbourg. En 1870, dans l'incendie de la bibliothèque de Strasbourg, un passional du IXe siècle retraçant la vie de saint Léger rédigé par le moine Fruland et des séries compendiosa principum et abbatum Morbacensium ont disparu dans l'incendie. Des livres appartenant à l'abbaye de Murbach et entreposés au château de Wildenstein dans la vallée de Saint-Amarin furent volés par un capitaine et vendue à Luxueuil. La bibliothèque municipale de Colmar conserve une douzaine de manuscrits de l'époque carolingienne venant de l'abbaye de Murbach.